# Estella
Estella  (oficialmente Estella-Lizarra, en euskera: Lizarra) es un municipio español, ubicado en la zona media occidental de la Comunidad Foral de Navarra, cabecera de su merindad, del partido judicial n.º 1 de Navarra y de la comarca de Tierra Estella.
Estella se encuentra asentada en un gran meandro del río Ega que se abre paso entre las montañas que la rodean por lo que es conocida como «La ciudad del Ega». Por ella pasa el Camino de Santiago en el tramo entre la capital de la comunidad, Pamplona, de la que dista 44 km, y Logroño, capital de La Rioja. Su población en 2024 era de 14 329 (INE). Su principal sector económico es el comercio que ocupa el 74 % de su actividad económica.
En torno al año 1090 se funda Estella en el lugar por iniciativa del rey Sancho Ramírez de Aragón y Pamplona siendo el primer burgo pamplonés en formarse y muy cerca del primitivo poblado de Lizarrara, que ya estaba, según algunos historiadores[¿quién?] bajo dominio del rey de Pamplona, Sancho Garcés I, que figuraba en el año 914 como regente en el vecino castillo de Deyo.[cita requerida]
Cuenta con un importante patrimonio monumental, por el que es también conocida como la Toledo del norte, entre el cual destaca la iglesia de San Pedro de la Rúa, la de San Miguel, la del Santo Sepulcro y el Palacio de los Reyes de Navarra que es el único ejemplo de románico civil en la comunidad.

## Toponimia

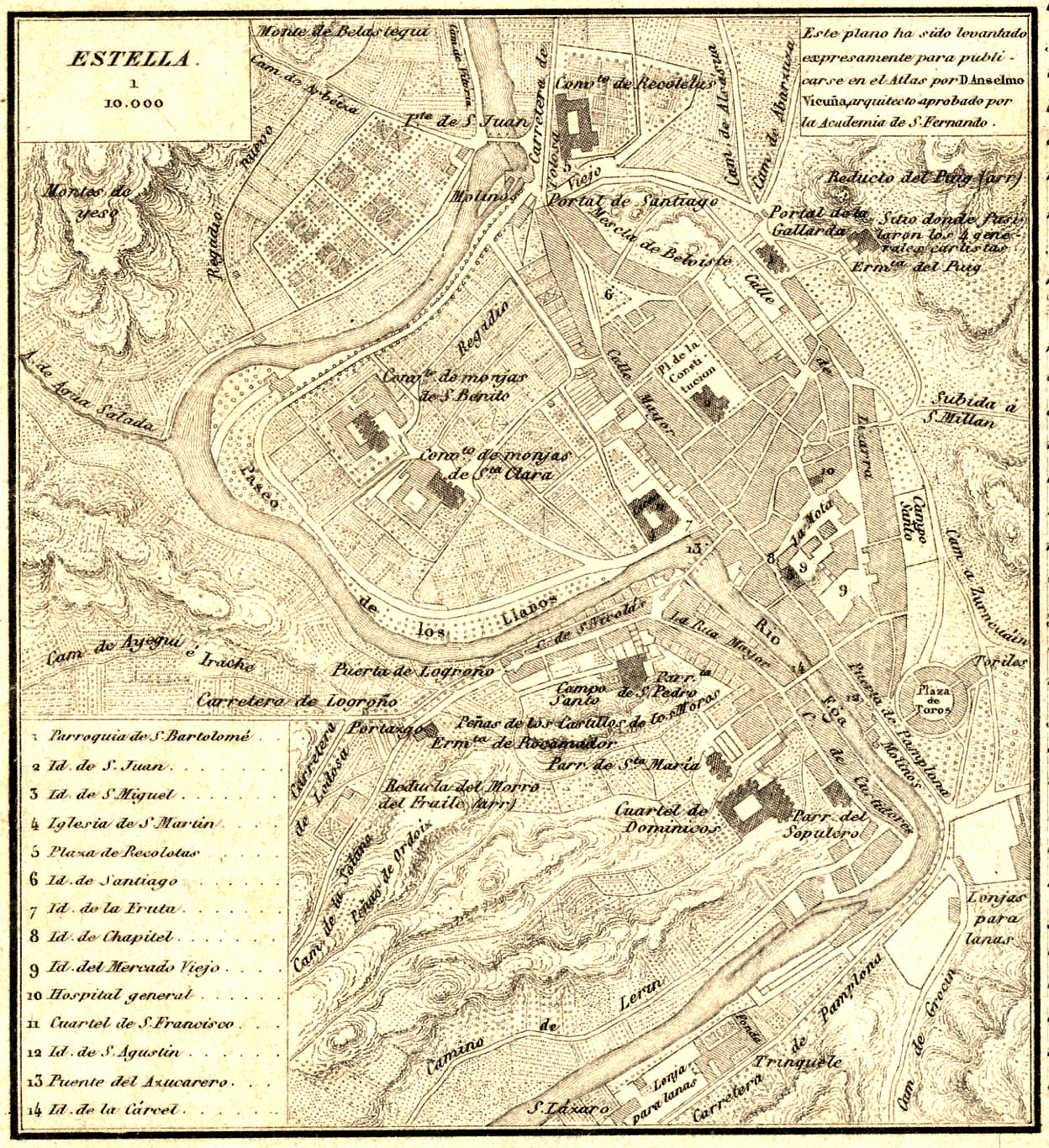
Plano de Estella en el Mapa de Navarra (1861) elaborado por Francisco Coello, auxiliado por Pascual Madoz, José de Nagusía y Maximiano Hijón

Su nombre oficial es Estella (del latín stella, 'estrella') en español y Lizarra en euskera (l(e)izar, ‘fresno’).
En la colección diplomática de Irache desde 958 y a lo largo del siglo siguiente son frecuentes las referencias a este poblado denominado, según los casos, Leizarrara, Lizarrara, Liçarrara, Lizarara, Liçarra y Lizarra. 
El topónimo parece claramente de raigambre vasca. En ocasiones se ha interpretado como irizar, ‘ciudad antigua’, y también como elizar, ‘iglesia antigua’; sin embargo, en opinión de Jimeno Jurío, tiene mayor solvencia la etimología lizar, ‘fresno’ en euskera, relacionada con la abundancia de este árbol en las márgenes del río Ega y el sufijo ara ‘lugar de’.
Lizarra fue el núcleo de población principal que daría origen al municipio actual. A día de hoy los pobladores de esta pequeña ciudad siguen conociendo, además, con el nombre de Lizarra a dicho lugar que se encuentra a las afueras y en declive, con el aspecto, en parte, de una vieja aldea medieval semirruinosa.
El nombre español procedente del latín stella (estrella) y aparece citado en 1072, cuando se menciona a Lope Arnalt como «merino in Stella». Su etimología procedería del topónimo Lizarra, que mal empleado por la nueva población de San Pedro de la Rúa, de origen francés, se transformaría en el apostrofado vocablo l'izarra tomando del vasco vernáculo izarra (estrella), dando paso al latín, stella y que en romance navarro derivó en «Estella». Inicialmente se aplicó a la población franca del barrio de San Pedro de la Rúa, promovido por el rey de Pamplona Sancho Ramírez, como punto de atención al peregrino a su paso por el Camino de Santiago, para posteriormente englobar también los burgos medievales de San Miguel, San Salvador del Arenal y San Juan. 
Una estrella de ocho puntas constituye, desde la Edad Media, el escudo de la ciudad.
Miguel Cortés y López afirmó que se localizaba aquí Gebala, población citada en el siglo II por el geógrafo romano Ptolomeo que la situaba entre vascones y várdulos, pero esta hipótesis no tiene ninguna base científica.
Su gentilicio en español «estellés» o, más navarro, «estellica», y lizartarra en euskera. Popularmente llamados «judíos», por la amplia cantidad de comerciantes judíos que habitaban la ciudad durante la Edad Media.[cita requerida]

## Símbolos
Bandera
La bandera de Estella está formada por un paño rectangular de proporciones 2/3 de color blanco con el escudo de la ciudad en el centro en sus esmaltes.
Escudo
El escudo de la ciudad de Estella tiene el siguiente blasón:

Trae de gules y una estrella de oro de ocho puntas. En bordura también de gules, las cadenas de Navarra en oro. Por timbre una corona real abierta.

La primera impronta conocida del sello del concejo de Estella data de 1246, aunque la matriz puede ser anterior. Y la primera impronta de sello con una estrella en el escudo data de 1386.

## Geografía

Situación del municipio de Estella en Navarra y en la Merindad de Estella

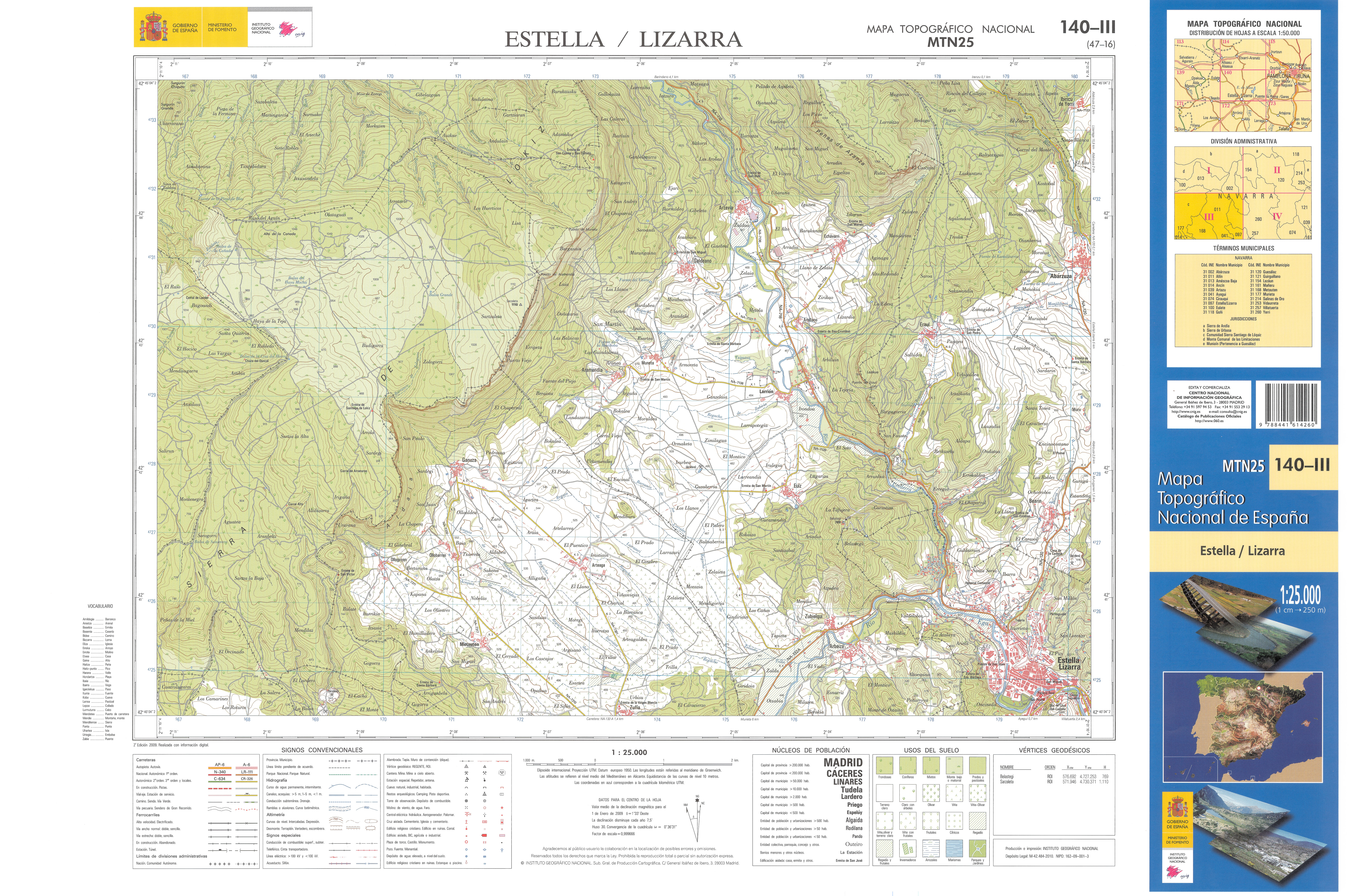
Fragmento 0140c3 del Mapa Topográfico Nacional de España del año 2009 a escala 1:25000 impreso y escaneado a 250 ppp, con Estella, Lóquiz y el Valle de Allín

El término municipal de Estella se sitúa en el norte de España, en el área centro-occidental de Navarra y del entorno geográfico de Tierra Estella, en una zona de unión entre la Montaña y la Ribera Alta de Navarra. El municipio se extiende sobre una superficie de 15,39 km² y limita con los siguientes términos municipales: al oeste con Ayegui y Allín; al norte con Allín, la facería 21 de Navarra y el valle de Yerri; al este con el valle de Yerri y Villatuerta; y al sur con Aberin.
| Noroeste: Allín y Facería 21 de Navarra | Norte: Valle de Yerri | Nordeste: Valle de Yerri |
| Oeste: Ayegui, Allín                    |                       | Este: Villatuerta        |
| Suroeste: Aberin                        | Sur: Aberin           | Sureste: Villatuerta     |

El emplazamiento característico de este poblamiento es común de la depresión estellesa donde muchos lugares presentan rasgos característicos similares: «un terrazgo apto para el cultivo» junto con «un monte que proporcione pastos, madera y leña y, en ocasiones, defensa».

### Relieve e hidrografía
Relieve
Situada a 421 metros de altitud, la ciudad se presenta rodeada por montañas como Montejurra, Peñaguda, Cruz de los Castillos, Santa Bárbara y Belástegui y tan oculta entre ellas para quien se acerca que, según el dicho «Estella la bella, que no la ves hasta que estás en ella». Este cerco de montañas que la rodea suaviza su clima, abrigándola del viento.
Hidrografía
La ciudad está atravesada por el río Ega, un afluente del Ebro que discurre casi por completo por Navarra, asentándose en un gran meandro del mismo, que proporciona agua para las huertas y zonas ajardinadas, entre las que destaca el llamado paseo de Los Llanos. 
El caudal medio del río Ega, a su paso por Estella, es de 13,76 m³/s, lo que representa un aporte anual de 476 hm³. Al entrar en el término municipal, el río Ega recibe el aporte del río Urederra, en el paraje denominado «Puente de la Cadena». Más adelante, antes de llegar a la ciudad recibe el aporte de la regata de Bearin. En la misma ciudad, en la margen derecha está el manantial llamado del Agua Salada, al pie del macizo kárstico de Santa Bárbara. Nada más salir del término municipal, en terrenos de Villatuerta, recibe el aporte del río Iranzu.
El curso del río estaba detenido en tres presas de aprovechamiento industrial. Las dos primeras, hoy desmontadas, eran la de la Harinera de Zaldu (hoy Hotel Tximista) y la segunda la del puente de San Juan. La tercera, aún en uso, está pasado el Santo Sepulcro, de donde todavía sale un canal con poco recorrido. Aguas abajo del barrio de La Merced se separa del río otro canal, que avanza en paralelo al río y alimenta una pequeña presa hidroeléctrica ubicada en Ordoiz, junto al puente peatonal del Camino de Santiago.

### Geología
La ciudad está situada en el centro de lo que podríamos denominar cubeta de Tierra Estella en la que emergen los diapiros triásicos. Estos están compuestos por materiales oligocénicos. El diapiro de Estella, y lo es un cuerpo cilíndrico irregular constituido por materiales del Keuper. Al norte de la ciudad, se localizan las sierras de Andía y Urbasa, las cuales están formadas por sinclinales calizos eocénicos y están partidas por una serie de fallas, mediante las cuales la Barranca se comunica con Tierra Estella. Por el noroeste, entre las sierras de Lóquiz y Urbasa discurre el río Urederra y al oeste, el río Ega surca un valle entre el anticlinal de Codés y el de Lóquiz.

### Clima
El municipio se asienta en una zona climatológica mediterránea. Su temperatura media anual es de 13° C, con una precipitación media de 570 mm anuales. En invierno las heladas son bastante habituales. La ciudad cuenta con dos estaciones meteorológicas, ambas propiedad del Gobierno de Navarra: una manual, instalada en 1991, que está situada a 486 m. s. n. m. y una automática, instalada en 1992, situada también a 486 m s. n. m. En esta última los valores medios desde la instalación de la estación son los siguientes:
| Registros históricos del observatorio de Estella | Registros históricos del observatorio de Estella | Registros históricos del observatorio de Estella | Registros históricos del observatorio de Estella | Registros históricos del observatorio de Estella | Registros históricos del observatorio de Estella | Registros históricos del observatorio de Estella | Registros históricos del observatorio de Estella | Registros históricos del observatorio de Estella | Registros históricos del observatorio de Estella | Registros históricos del observatorio de Estella | Registros históricos del observatorio de Estella | Registros históricos del observatorio de Estella | Registros históricos del observatorio de Estella |
| 1992-2010                                        | Ene                                              | Feb                                              | Mar                                              | Abr                                              | May                                              | Jun                                              | Jul                                              | Ago                                              | Sep                                              | Oct                                              | Nov                                              | Dic                                              | Año                                              |
| ------------------------------------------------ | ------------------------------------------------ | ------------------------------------------------ | ------------------------------------------------ | ------------------------------------------------ | ------------------------------------------------ | ------------------------------------------------ | ------------------------------------------------ | ------------------------------------------------ | ------------------------------------------------ | ------------------------------------------------ | ------------------------------------------------ | ------------------------------------------------ | ------------------------------------------------ |
| Temperatura media (°C)                           | 5,5                                              | 6,2                                              | 9,4                                              | 10,6                                             | 14,7                                             | 18,6                                             | 20,7                                             | 20,9                                             | 16,8                                             | 13,4                                             | 8,7                                              | 5,7                                              | 12,6                                             |
| Temperatura máxima media (°C)                    | 7,4                                              | 8                                                | 13,2                                             | 14,6                                             | 19,5                                             | 26,8                                             | 27,7                                             | 27,2                                             | 23                                               | 17,5                                             | 10,9                                             | 7,9                                              | 17                                               |
| Temperatura mínima media (°C)                    | -1,1                                             | 0,4                                              | 4                                                | 5,1                                              | 8,4                                              | 13,5                                             | 14,3                                             | 14,7                                             | 11,9                                             | 9,1                                              | 4                                                | 1,4                                              | 7,3                                              |
| Precipitación (mm)                               | 56                                               | 39,6                                             | 41,2                                             | 55,8                                             | 47,8                                             | 38,7                                             | 29,8                                             | 25,8                                             | 46,7                                             | 58,5                                             | 66,6                                             | 66                                               | 572,4                                            |

### Flora y fauna
Flora
La vegetación de la ciudad y su entorno refleja las características propias una la zona de transición de tipo mediterráneo, con algunas pequeñas influencias del Cantábrico. Conforme se desciende de la sierra de Urbasa al somontano los bosques de hayas de la altura húmeda van siendo reemplazados por otros bosques formados por robles y encinas. Las sucesivas talas de estos bosques han originado que la zona al sur de la ciudad esté poblada de matorral, compuesto principalmente por romero, espliego, tomillo y otras hierbas aromáticas.
El término municipal de Estella es relativamente pequeño (15,4 km²) y está bastante alterado por la acción antrópica (acción del hombre). Actualmente (2009), el 30% del término es tierra de cultivos, el 25 % se define como terreno improductivo y el 45 % restante es terreno forestal, el cual está compuesto en su mayor parte de matorrales y pastizales. Del terreno arbolado la mayor parte corresponde a repoblaciones forestales de pino carrasco y pino laricio, quedando poco terreno con arbolado autóctono: encinas (27,7 ha, el 1,8 % del término), robles (16,5 ha, 1,1 % y bosques de ribera (17,8 ha, 1,2 %).
Fauna

## Historia

### Edad Media

#### El poblado de Lizarra (sigloX)

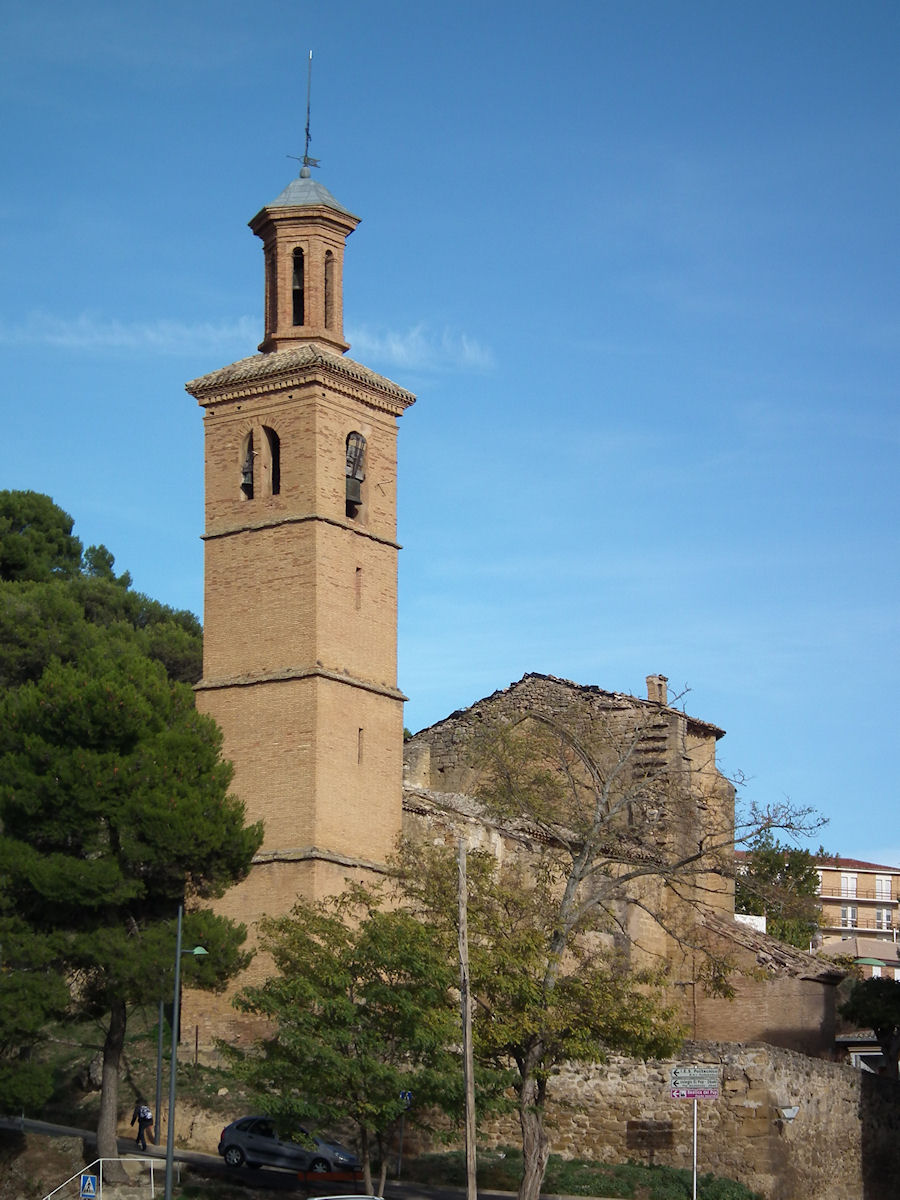
Iglesia de San Pedro, en el primitivo poblado de Lizarra, anterior al burgo de los francos de San Pedro de la Rúa

El núcleo de población de Lizarra, que ocupaba la ladera del Puy ya en el siglo X, frente a la frontera con el islam, es citado por primera vez en el año 958. También se citan los lugares del entorno como Zarapuz (en dos documentos apócrifos datados en el 989 y el 992) y Ordoiz. Ambos se localizan en tierra de Deyo, y hoy son despoblados agregados al barrio de Noveleta, situado al este de la ciudad, en la orilla derecha del río Ega. Consta que en ambos lugares se hallaban asentados a comienzos del siglo XI, sendos monasteriolos (monasterios pequeños) pertenecientes el primero a San Juan de la Peña y el segundo a Irache.
El primitivo burgo de Lizarra, supuestamente fue reconquistado por Sancho Garcés I en el año 914.[cita requerida] Se trataba de una «aldea señorial» con una población de siervos, protegida por un castillo y que contaba con una iglesia dedicada a san Pedro. Estaba bajo la jurisdicción del rey de Pamplona y era gobernada por un senior nombrado por él. Su función primordial era la vigilancia y defensa de la frontera con el islam.
Tomando como punto de partida el enclave fortificado de Lizarra, el rey de Pamplona, Sancho Garcés I (905-925), extendió las fronteras por las tierras meridionales de Estella; de esta manera ocupó San Esteban de Deyo (Monjardín), que hasta la fecha había sido controlado por la estirpe muladí de los Banu Qasi, y fortificó Cárcar y Calahorra. El asentamiento navarro en la Rioja tenía especial valor estratégico, ya que a través de este territorio los Banu Qasi hacían sus incursiones contra el reino de León.

#### Configuración del burgo de San Pedro de la Rúa (sigloXI)

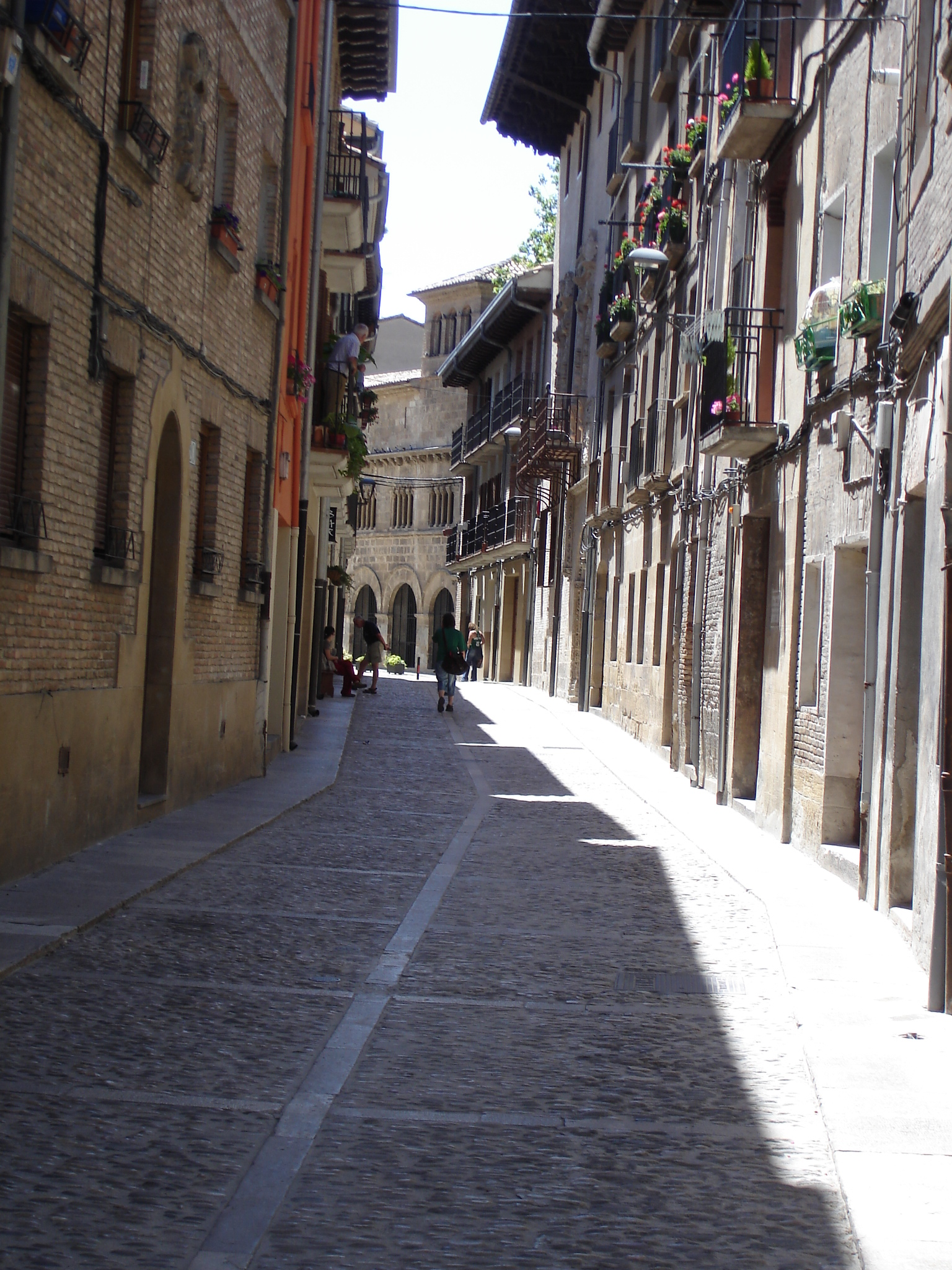
Calle de la Rúa, eje de burgo medieval de los francos de San Pedro de la Rúa. Al fondo aparece el Palacio de los Reyes de Navarra

En la documentación del monasterio de San Juan de la Peña se da noticia documental de que en 1076 se ha formado un poblamiento, al pie del castillo de Lizarra, del que no se indica el nombre; pero al año siguiente, en 1077, aparece citado como Stella (Estella). Estaría poblado por gentes de diversa procedencia entre las figurarían francos, en buena parte procedentes del sur de Francia.[cita requerida]
Esta población, en 1084, estaba bajo la jurisdicción de Lope Arnal, que aparece citado como senior de Stella, lo cual implicaría el auge de Estella y el declive de Lizarra, donde hasta entonces había ejercido su autoridad el represente del monarca.[cita requerida]
Sancho Ramírez, «rey de pamploneses y aragoneses», concedió a las gentes del burgo de Estella un fuero con el objeto de consolidarlo y, para ello, garantizó a su pobladores sus propiedades y el libre comercio, al tiempo que les concedió concejo propio. No se conoce el documento otorgado por Sancho Ramírez, aunque está fuera de duda de que estaba relacionado directamente con el que este mismo monarca había concedido por aquellas fechas a los francos de Jaca. De cualquier manera el fuero de Estella debió de otorgarse entre 1076 y 1084.

#### Nacimiento de los burgos de San Miguel, San Salvador del Arenal y San Juan
En frente del barrio de los francos de San Pedro de la Rúa, en la otra orilla del río, enseguida se configuró un nuevo núcleo de población: el de San Miguel; el desarrollo de este barrio promovió la creación de otro situado más al Este, supeditado al primero, que se dio en llamar de San Salvador del Arenal. Al poco tiempo la población de la Estella medieval se expandió hacia el Oeste, junto al barrio de San Miguel, en un parral del rey de Pamplona que, con el tiempo, se configuró como el barrio de San Juan. El monarca navarro, en 1187, hizo extensivo a los habitantes del Parral, poblado por navarros y otras gentes, el fuero de los francos de San Pedro de la Rúa, y al año siguiente, en 1188, hizo otro tanto con los de San Salvador del Arenal. No está documentada la fecha en que los habitantes de San Miguel recibieron el fuero de San Pedro de la Rúa, pero cabe deducir que fue con anterioridad al Parral y a San Salvador del Arenal.[cita requerida]
En el siglo XIV, a causa de las guerras y la recesión económica, se produce una reducción de la población y, por este motivo, desaparece el primitivo barrio de San Salvador del Arenal. En lo sucesivo, la población de la actual Estella estuvo formada por tres concejos: el de San Pedro de la Rúa, el de San Miguel y el de San Juan. Cada uno de ellos, como era frecuente en la Edad Media, tenía su propio concejo, su parroquia, su mercado y definía sus límites con sus respectivas murallas. Esta situación era fuente de conflictos y, por este motivo, en 1266 el monarca navarro y conde de Champaña Teobaldo II dispuso la constitución de un solo concejo para toda la villa de Estella, aunque debía estar formado por representantes de los tres barrios.
Su situación en el Camino de Santiago provocó que se acercaran comerciantes y tratantes de toda Europa, principalmente francos y judíos, provenientes de las zonas francas de Le Puy y Tours, según han puesto de manifiesto recientes excavaciones y el estudio de templos y santos. El burgo de San Pedro de la Rúa se pobló de tiendas y hospederías, viviendo un auge económico que tuvo su reflejo en una importante actividad constructora; el primitivo núcleo comercial se transformó en un conjunto urbano bien definido en un breve espacio de tiempo, fue siempre un importante centro de compra-venta para mercaderes hebreos [cita requerida], limitado por cuestiones de superficie disponible.

#### Apogeo de la ciudad medieval (siglosXIIyXIII)

Mapa del reino de Navarra según fue dividido en merindades en 1234. En color morado aparece la Merindad de Estella, la cual fue posteriormente reducida primero en 1407 con la creación de la Merindad de Olite y por último en 1463 con la pérdida de la comarca de Laguardia

A partir del siglo XII se levantaron sólidos edificios, principalmente religiosos que, en palabras de Julio Caro Baroja, hicieron de Estella la «capital del románico navarro». En el siglo XIII, Estella era ciudad de mercaderes y poseía una famosa tabla de cambios. En 1354 existían allí seis hospitales de peregrinos.[cita requerida]
Aymeric Picaud, autor del Libro V del Codex Calixtinus, dicho la Guía del Peregrino, visitó la ciudad, mostrándose crítico con las gentes de la región, pero muy generoso con Estella: «Fértil en buen pan y excelente vino, así como carne y pescado, y abastecida de todo tipo de bienes». Alabó las cualidades del agua del Ega, «un río de agua dulce, sana y extraordinaria».
Dice la tradición que el obispo de Patrás, en la región griega de Acaya, emprendió el Camino de Santiago en 1270, llevando en una caja la espalda entera del apóstol Andrés, que quería donar a Santiago. El apóstol Andrés había sufrido martirio en Acaya en el año 62, lo que explicaba su posesión por el prelado. Parece ser que murió en el anonimato en Estella y que fue enterrado en el claustro de la parroquia de San Pedro de la Rúa. Así, hoy en día San Andrés es copatrón de la ciudad, junto con la Virgen del Puy.[cita requerida]
Una tragedia familiar, acaecida en el castillo de Estella en 1274, cambió el rumbo de la Historia del reino de Navarra: el único hijo varón del rey, Enrique I de Champaña (1270-1274), murió al desprenderse de los brazos de su nodriza y precipitarse por la muralla. El monarca murió poco después y el Reino pasó a manos de su hija, Juana II, que solo tenía un año. Su matrimonio con el rey de Francia, Felipe IV el Hermoso, cambió la dinastía reinante en Navarra, que pasó de los condes de Champaña a los Capetos, reyes de Francia.

#### La población judía: Elgacena

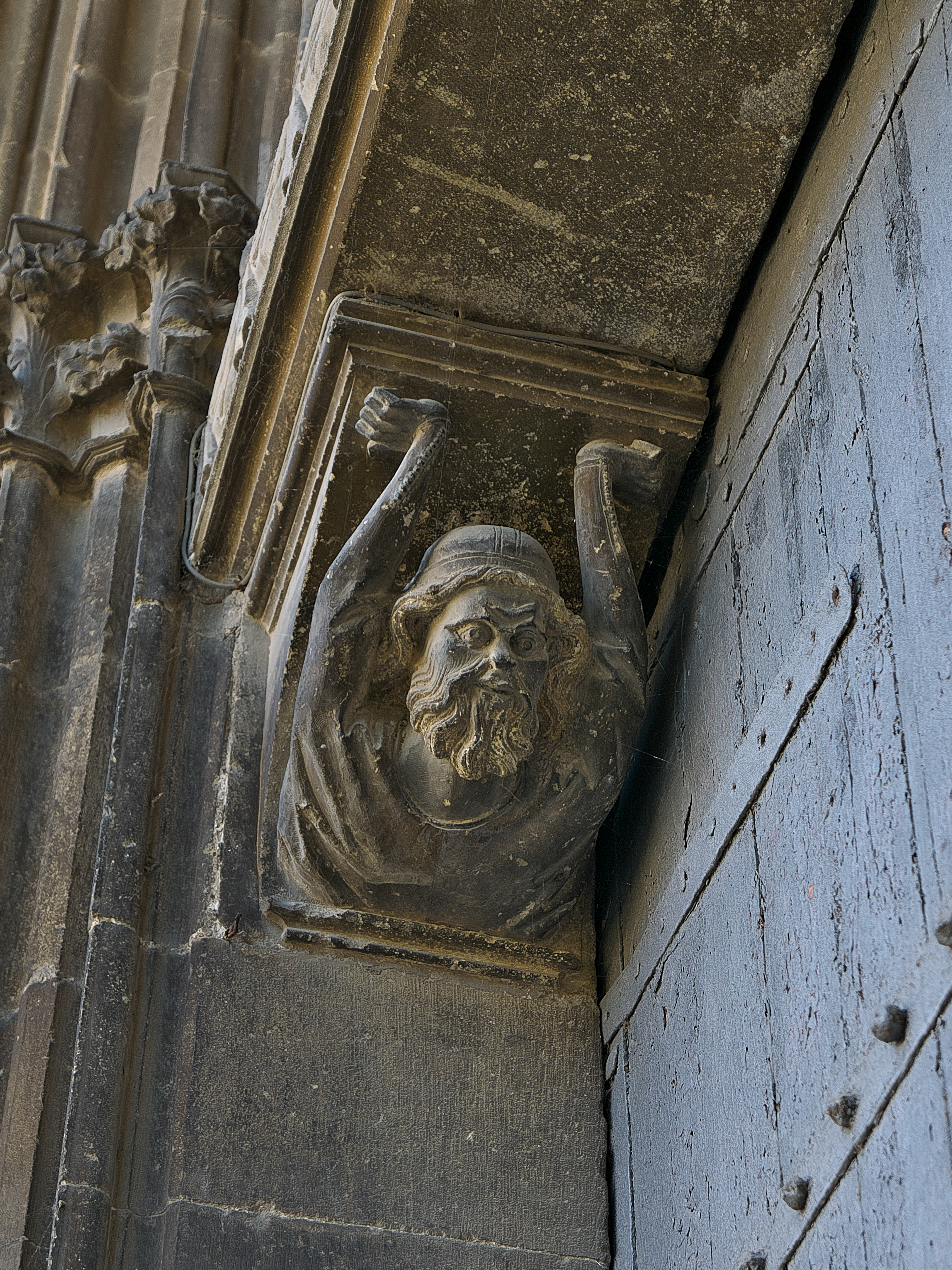
Ménsula de la portada gótica de la iglesia del Santo Sepulcro. Algunos autores consideran que se trata de la representación de un judío, cuya aljama se encontraba cerca de este templo

La presencia en Estella de una población judía se recoge documentalmente desde finales del siglo XI, pues en el fuero de los francos de San Pedro de la Rúa se hace referencia a las relaciones comerciales de los diversos grupos sociales entre los que figuran los judíos. La aljama, que tenía por nombre Elgacena, se situó en el barrio de San Pedro de la Rúa, en una ladera próxima al castillo de Zalatambor, donde contaba con su sinagoga, que posteriormente sería transformada en iglesia, la actual de Santa María de Jus del Castillo. La aljama de Estella, por su importancia demográfica y económica, se encontraba en el cuarto lugar en el Reino, después de las de Pamplona, Monreal y Tudela.
En 1154, el monarca de Pamplona, Sancho VI el Sabio (1150-1194) autorizó al obispo de Pamplona a recibir judíos en la ciudad y en Huarte, a los que concedió los mismos privilegios que disfrutaban los de Estella, al tiempo que precisó que en los siete primeros años la jurisdicción sobre ellos sería compartida por monarca y el obispo, y posteriormente solo por el obispo.
El siglo XIII marca el momento de mayor desarrollo de la judería de Estella, cuya población viene a representar el diez por ciento del censo de la villa, lo que equivaldría a la existencia de 110 familias judías.[cita requerida]
En la noche del 5 al 6 de marzo de 1328 Elgacena fue asaltada por vecinos cristianos, instigados por el fraile Pedro de Ollogoyen, del convento de franciscanos de la ciudad. Su población fue asesinada y sus propiedades saqueadas e incendiadas; entre las víctimas estaban los padres y cuatro hermanos del futuro poeta y rabino Menahem ben Aarón ibn Zerah, que fue herido pero sobrevivió. Al asalto de la judería de Estella siguieron otros en distintas poblaciones de Navarra.
En este momento en Europa se extendía la furia antisemita, que en Navarra se vio favorecida por el vacío de poder originado por el cambio dinástico de los reyes Capetos —Carlos IV de Francia (1322-1328) fue el último monarca— a la de los condes de Evreux, cuyo primer monarca navarro fue Felipe III de Navarra (1328-1343).
El nuevo rey consorte de Navarra, Felipe III, casado con la reina privativa, Juana II de Navarra, reprimió la violencia contra los judíos por cuanto suponía un factor de inestabilidad social entre sus vasallos, entre los que también figuraban los judíos, y un quebranto para la hacienda real, a la que contribuían con importantes aportaciones. En Estella, fray Pedro de Ollogoyen fue detenido y entregado a la justicia eclesiástica, cinco civiles participantes en la matanza fueron ahorcados, y se impusieron 10 000 libras de multas entre los responsables del asalto. Esta cantidad casi supuso la mitad de todas las multas impuestas en el reino de Navarra a los asaltantes de juderías.[cita requerida]
Elgacena ya no recuperó la población ni la actividad económica que disfrutaba antes del asalto de 1328. Casi tres décadas más tarde, en 1366, solo albergada a 89 familias, lo que suponía una cuarta parte de la población de Estella.[cita requerida]
En 1492 los Reyes Católicos expulsaron a los judíos que no aceptaran la conversión al cristianismo de sus reinos de Aragón y Castilla, y una parte de ellos se refugió en el de Navarra, cuyo monarca Juan III de Albret (1491-1512) les dio acogida; pero al cabo de seis años, durante la primera mitad de 1498, ante las presiones exteriores, decretó su expulsión. Se estima que solo el cinco por ciento de la población judía del reino de Navarra tuvo que salir forzosamente, ya que, entretanto, la mayoría se había convertido. Puesto que en 1497 ya habían sido expulsados también de Portugal, con la de Navarra se cierra «la presencia de comunidades hebraicas en los reinos hispánicos.»

#### Decadencia y guerra civil de Navarra (siglosXIVyXV)
En el primer cuarto del siglo XIV comienza un periodo decadencia, debido fundamentalmente al enconado enfrentamiento entre dos facciones urbanas: la de los Ponces y la de los Learzas; las frecuentes medidas adoptadas por los monarcas para resolverlo fueron infructuosas, por otra parte, a este conflicto local, se sumó el que afectó a todo el Reino, se trata de la guerra civil entre los bandos agramontés y beaumontés, que alternativamente controlarán la población y que en buena medida provocará la invasión de Castilla en 1512. Entretanto Estella, como otras buenas villas, mantenía su presencia en las Cortes del Reino, además de su condición de capital de la Merindad. En las Cortes, dentro del brazo de las Universidades o buenas villas, se sentaba a continuación de Pamplona y, en consecuencia, antes que Tudela, lo que dio lugar a numerosos conflictos protocolarios a lo largo del siglo, en los que Estella aducía privilegios que se remontaban a 1328, a la ceremonia de la coronación de Juana II y Felipe de Evreux.[cita requerida]
Estella, que había había iniciado su trayectoria histórica con el rango de concejo, al cabo del tiempo adquirió el rango de villa y ahora, a finales del siglo XV, en torno a 1472, recibió el trato de ciudad.

### Edad Moderna
Superada la grave crisis política de la guerra civil entre beaumonteses y agramonteses, que marca la Baja Edad Media, restablecida la paz tras la intervención armada que propició la conquista castellana de 1512, Estella pierde progresivamente su función de hito en el Camino de Santiago y refuerza su dimensión artesanal y comercial, al tiempo que incrementa sus vínculos económicos y administrativos con su comarca, la merindad. El gobierno municipal, el regimiento, se consolida, la ciudad se expande ya liberada de las murallas interiores y exteriores, y la guerra se aleja, pues en todo caso se sitúa lejos, en la frontera con Francia, y siempre con conflictos esporádicos y de baja intensidad.

#### Conquista del reino de Navarra (1512)
La conquista de Navarra en 1512 fue emprendida por Fernando el Católico, rey de Aragón y regente de Castilla, y para ello contó con el apoyo del bando beaumontés, liderado por el conde de Lerín. Por su parte el bando agramontés permaneció fiel a los reyes legítimos de Navarra, Catalina y Juan III de Albret. La oligarquía de la ciudad militaba en el bando agramontés y, en consecuencia, se opuso a la invasión castellana ofreciendo resistencia en el castillo de la ciudad, que finalmente, tres meses más tarde que Pamplona, el 30 de octubre de 1512, tuvo que rendirse, como el resto de las fortalezas del Reino. Hasta este momento había controlado la ciudad el agramontés Juan Remírez de Baquedano que, tras su rendición, fue reemplazado por el beaumontés Nicolás de Eguía.
Tras la capitulación, las familias agramontesas de la ciudad tuvieron que abandonarla y refugiarse, junto con sus monarcas, en las tierras del Reino situadas al otro lado de los Pirineos, al tiempo que el gobierno local pasó a mano de los beaumonteses, motivo por el cual el conde de Lerín abrió un suntuoso palacio en la calle de la Rúa, lo cual no impidió que el jefe del partido vencido, el agramontés, al cabo del tiempo, se instalara en la misma calle, en el Palacio de los reyes de Navarra, el edificio románico, «espléndido y tal vez único», construido en el siglo XII, que actualmente alberga el Museo Gustavo de Maeztu. 
Consumado el control de la ciudad, Fernando el Católico adoptó una política de apaciguamiento y de esta manera, dos años después de la invasión armada, le otorgó un trato fiscal favorable, consistente en el pago máximo anual de seiscientas libras de alcabala y cuarenta de cuartel. Estella, consciente de su privilegio, lo defendió siempre que se pretendió alterar en las Cortes del Reino de los siglos siguientes.
El último intento de reconquista del Reino por su monarca legítimo, Enrique II de Albret (1503-1555), se produce en 1521, cuando un ejército franco-navarro al mando de André de Foix, señor de Asparrós, penetra en Navarra por Roncesvalles. Los habitantes de Estella obligan a rendirse a la guarnición castellana y se ponen al servicio del rey navarro. Se hicieron fuertes en el castillo, aunque tuvieron que capitular. La incursión sufrió una derrota definitiva en Noáin que supuso la consolidación definitiva de la conquista, el triunfo del bando beaumontés, y la renuncia de los reyes navarros a la recuperación de su territorio peninsular.

#### Recuperación demográfica y económica

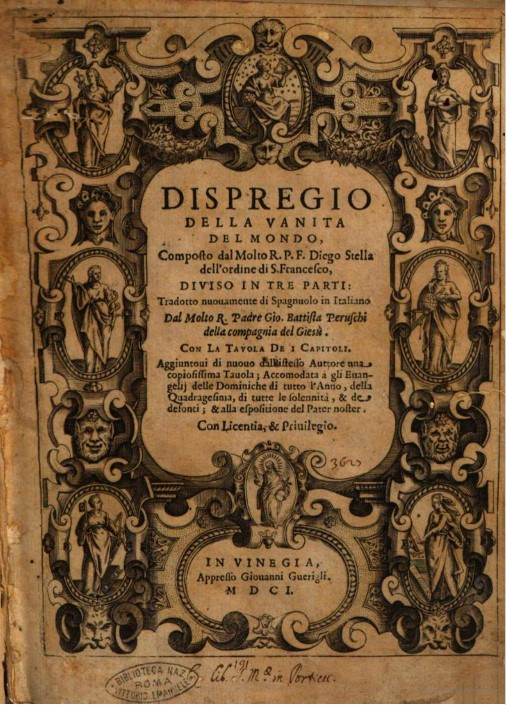
Edición en italiano del Tratado de la vanidad del mundo, de fray Diego de Estella, impresa en Venecia en 1601

Superados los años traumáticos de la conquista, paulatinamente se restablece la paz social en la ciudad, y comienza una etapa de crecimiento demográfico, económico y de especial relevancia cultural. A final del siglo XVI su población rondará los cinco mil habitantes, casi tantos como los que tuvo en su momento de esplendor a mediados del siglo XIII. La vieja ciudad medieval de los tres barrios ahora se urbaniza, cada barrio cuenta con una plaza para el mercado respectivo; la del viejo barrio de los francos ahora se adorna con una fuente que todavía pervive. Por su parte, calle de la Rúa empieza a perder importancia frente al desarrollo de la calle Nueva, la actual calle Mayor, que une los barrios más prósperos de San Miguel y de San Juan. La nueva burguesía construye suntuosos palacios renacentistas, como el de los San Cristóbal (actual Casa de Cultura), en el barrio de San Pedro de la Rúa, y el palacio de los Eguía (actual biblioteca pública), en el barrio de San Miguel.
La educación primaria se amplía con el Estudio de Gramática, cuyos alumnos, procedentes de la ciudad y de la comarca, salen preparados para ingresar en las universidades de Castilla o Francia, ya que Navarra carece de esta institución. Este centro docente se mantuvo activo hasta el siglo XVIII.
Finalmente, un hijo de la ciudad, el fraile franciscano Diego de Estella (1524-1578), estudiante en las universidades de Toulouse y Salamanca, alcanzó una posición privilegiada en la corte de Felipe II y sus libros de ascética, especialmente el Tratado de la vanidad del mundo (1562), tuvieron enorme éxito dentro de España y fuera, con ediciones en París, Londres, Colonia y Venecia.
En 1524 el Regimiento, a instancias del virrey, acordó erigir un Hospital General en el que se integraron los seis pequeños hospitales que en aquel tiempo funcionaban independientemente, sufragados por parroquias y cofradías. Estuvo en funcionamiento como hospital, maternidad y hospicio, al menos, hasta el siglo XIX.
Durante los siglos XVI y XVII se fue consolidando el sistema de gobierno municipal: el Regimiento de la ciudad se elegía anualmente, por insaculación, según un sistema de representación en el que participaban por igual los vecinos de las parroquias de San Pedro, San Miguel y San Juan. Esta corporación estuvo formada por un alcalde, 6 jurados y 6 regidores. Ocasionalmente, en el siglo XVI, los vecinos se convocaban agrupados por quiñones, según un procedimiento de consulta ya contemplado en las Ordenanzas Municipales de 1280. La organización del Regimiento se regulaba mediante las ordenanzas de 1520, que sustituían a las concedidas en 1407. Más adelante, en 1535, 1544, 1621, 1645 y 1670 se introdujeron novedades en la organización, composición y funcionamiento del municipio y que, además, tenían por objeto garantizar el orden y la moralidad, controlar el precio de los productos básicos, la represión del juego o la limpieza de espacios comunes. 
La peste bubónica azota a Estella con regularidad, como sucede en buena parte de Europa. Se tiene noticia de su presencia en 1530 y de las medidas de aislamiento que se adoptaron para evitar que se contagiara la población, entre las que destacó el cierre de todas las puertas de la muralla y el traslado de los enfermos y sanitarios fuera de la ciudad. 
En marzo de 1599 la peste bubónica hace de nuevo presencia en Estella. En esta ocasión, al parecer, se inició en Flandes y llegó de Guipúzcoa para después extenderse a Puente la Reina y a Pamplona; posteriormente se difundió por Castilla. En Estella se suscitó un conflicto en el regimiento porque el personal sanitario se había saltado las normas de aislamiento y había contagiado mortalmente a algunas familias. Como era habitual en esta coyuntura, se quiso sacar a los enfermos y médicos fuera de la ciudad e instalarlos en el convento de la Merced, aunque finalmente no se pudo.

##### La imprenta de Miguel de Eguía (1546)

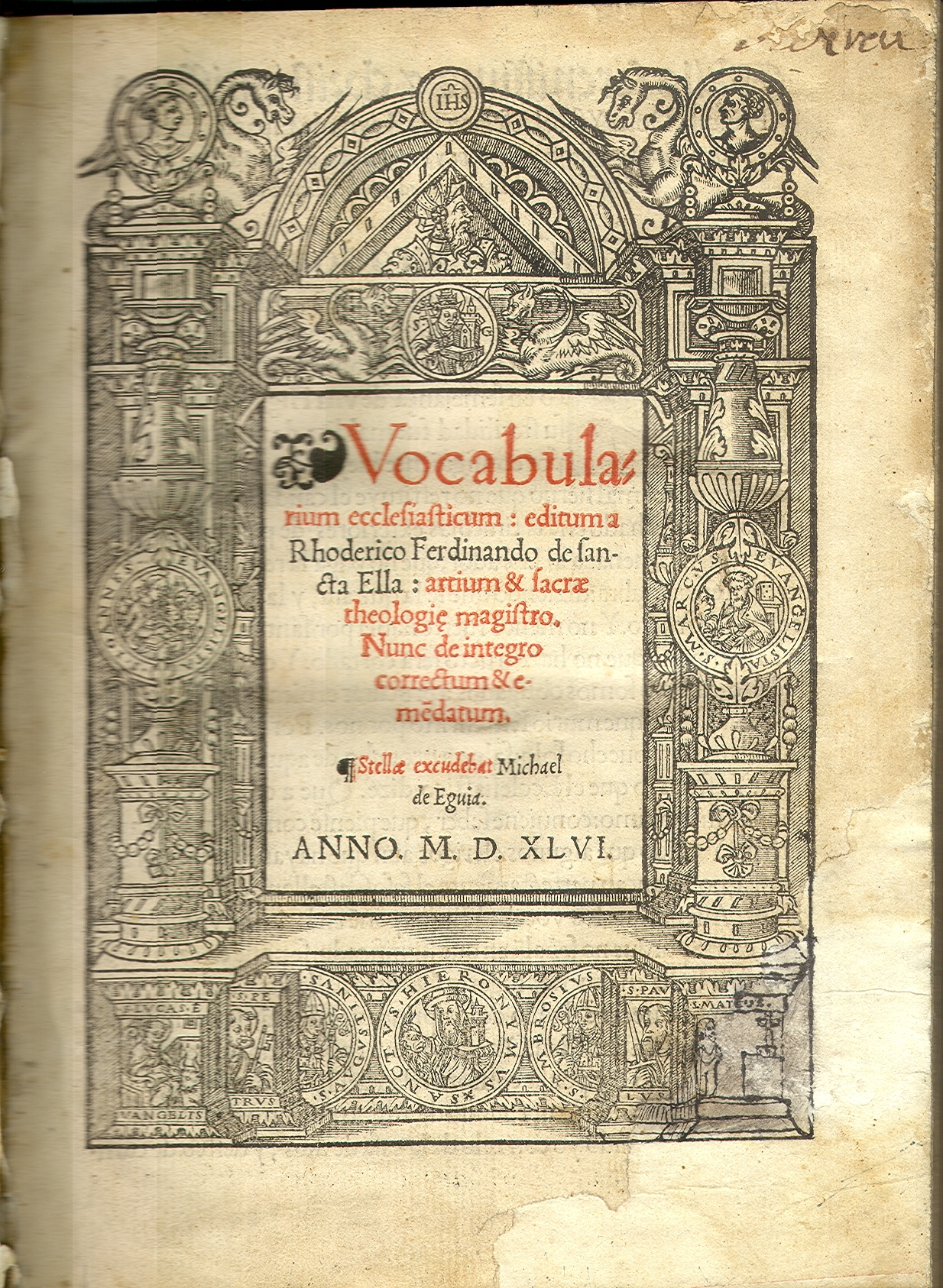
Vocabularium eclesiasticum de Rodrigo Fernández de Santaella, impreso en Estella, por Miguel de Eguía, el año en que puso en funcionamiento su imprenta

La imprenta en Navarra se instala definitivamente después del breve periodo protagonizado en la capital del Reino por Arnao Guillén de Brocar, con la apertura, en 1546, de un taller en Estella promovido por Miguel de Eguía, natural de Estella, que tenía una larga experiencia como impresor y editor en Alcalá de Henares, donde había trabajado a las órdenes de Brocar, su suegro. 
Miguel de Eguía murió al poco de poner en marcha su taller y, en 1547, le sucedió al frente del mismo Adrián de Amberes. Este, en 1568, trasladó su negocio a Pamplona, reclamado por las Cortes y el ayuntamiento de la ciudad.
Hasta avanzado el siglo XIX Estella no volverá a tener imprenta. Al terminar la primera guerra carlista, Vicente Zunzarren, en torno a 1840, abrió un taller en la calle Mayor que se mantuvo activo hasta finales del siglo XX.

##### Demolición del castillo (1572)
Una vez que Navarra fue incorporada a la corona de Castilla, las fortalezas del reino que no estuvieran en la frontera con Francia, el primer enemigo de la monarquía española, perdieron valor estratégico. El castillo medieval de Estella contaba con una pequeña guarnición que no superaba el medio centenar de soldados y su función militar, por lo explicado, perdía sentido a medida que se afianzaba la presencia castellana y, sobre todo, porque en Pamplona, la capital de Reino, se construía una enorme y moderna ciudadela proyectada para rechazar cualquier invasión procedente del otro lado de los Pirineos. Por estos motivos, en 1572, siendo virrey Vespasiano Gonzaga, se decretó el derribo del castillo que se levantaba sobre el antiguo barrio de los francos. La demolición provocó que cayeran cascotes sobre las edificaciones situadas a sus pies, en especial sobre el claustro románico de San Pedro de la Rúa, cuya nave Este quedó destruida.

##### Visitas regias (1523 y 1592)

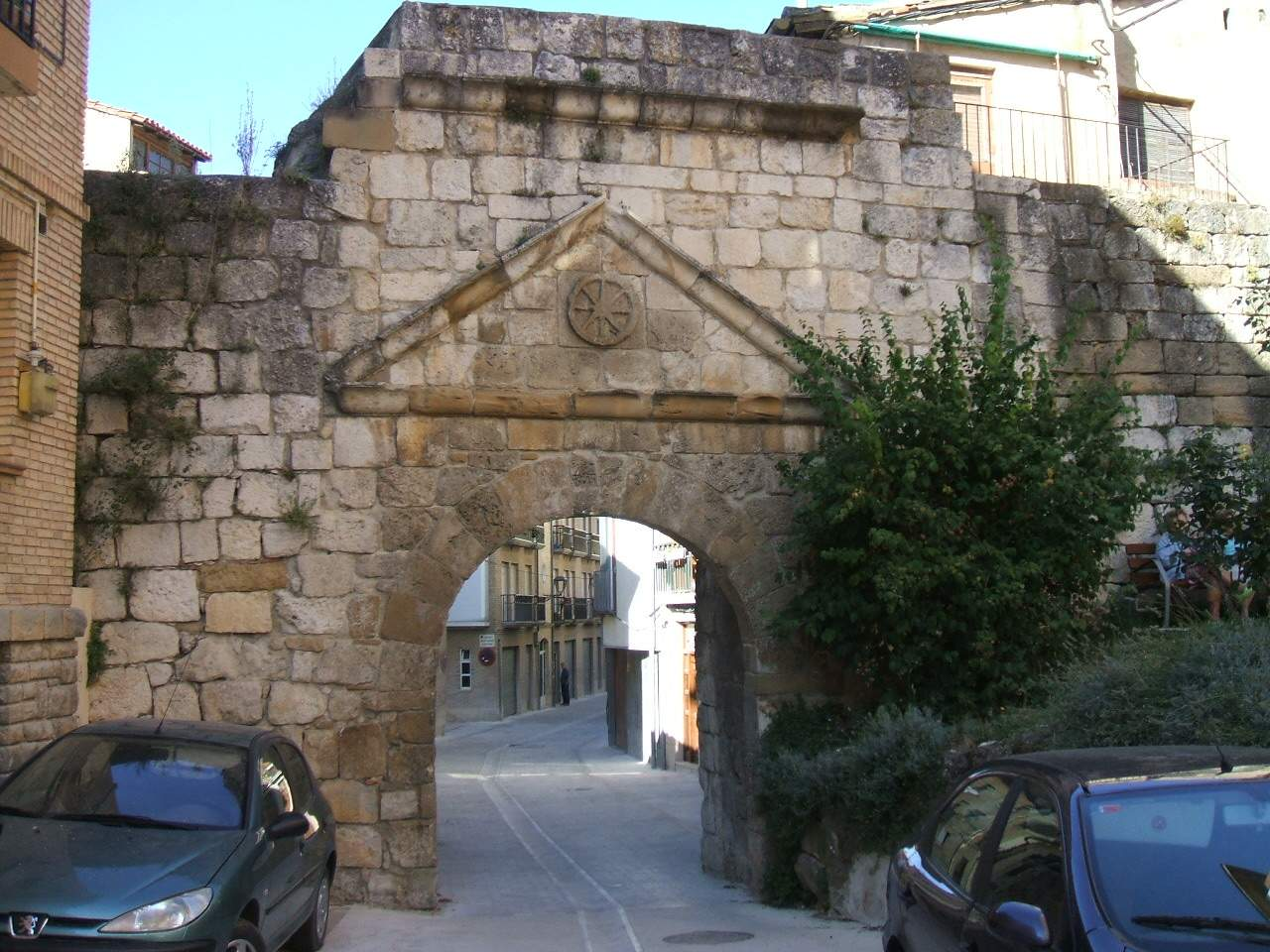
Puerta de Castilla, al final del barrio de San Pedro de la Rúa. Aquí terminaba la ciudad y comenzaba el camino que llevaba al reino de Castilla

El 8 de octubre de 1523 el emperador Carlos I de España, V de Alemania visitó la ciudad de Estella. Se dirigía con un potente ejército a Fuenterrabía, que había caído en poder de los franceses. El emperador llegó por la tarde, siendo recibido por las autoridades de la ciudad con su alcalde a la cabeza, el beaumontés Nicolás de Eguía; todos ellos estrenaban trajes para la recepción con cargo al presupuesto de la ciudad. 
Los regidores y el pueblo recibieron al monarca en la Puerta de Castilla, en el límite del término municipal. El alcalde le ofreció la llave de la ciudad y en su breve discurso celebró la «muy aventurada venida» del Emperador; a continuación Carlos I se dirigió bajo palio, estrenado para esta ocasión, hasta la iglesia de San Pedro de la Rúa, donde, a petición del alcalde que permanecía arrodillado, juró los fueros y privilegios de la ciudad.
El 17 de noviembre de 1592 Felipe II de España, acompañado de su primogénito, el futuro Felipe III de España, que tenía catorce años, se detiene en Estella, procedente de Tarazona y camino a Pamplona. El monarca, muy enfermo de gota, prematuramente envejecido a los sesenta y cinco años, llega exhausto a la ciudad en una tarde de nieve. 
El regimiento hizo un esfuerzo importante para la recepción del monarca; a tal fin arregló el camino que iba a Irache, empedró la plaza de San Martín, donde se encontraba la casa de la ciudad, encargó arcos triunfales, luminarias, música, 18 toros comprados en Tudela y vino a discreción, aunque lo que más sorprendió fue una serpiente monstruosa «que echaba fuego y cohetes por la boca». El gasto fue enorme: se estimó en 5000 ducados, que hubo que añadir a los 20 000 de déficit que ya soportaba la ciudad.
La solemne recepción se suspendió por el mal tiempo, el retraso de la comitiva real y el mal estado de Felipe II, que, sin protocolo, se dirigió directamente a descansar en su alojamiento. Al día siguiente, juró apresuradamente los fueros de la ciudad y salió rumbo a Pamplona.
El cronista del viaje real, el escocés Enrique Cock, se llevó una impresión excelente de la ciudad, hasta el punto de escribir que «no hay en España lugar que sea mejor a mi parecer»; por otro lado, le llamó la atención que: 

La parte más humilde habla la lengua vizcaina, que ellos llaman vascongada, la cual nos pareció muy extraña, no entendiendo de la misma ni una sola palabra.
Enrique Cock

#### El Siglo de las Luces

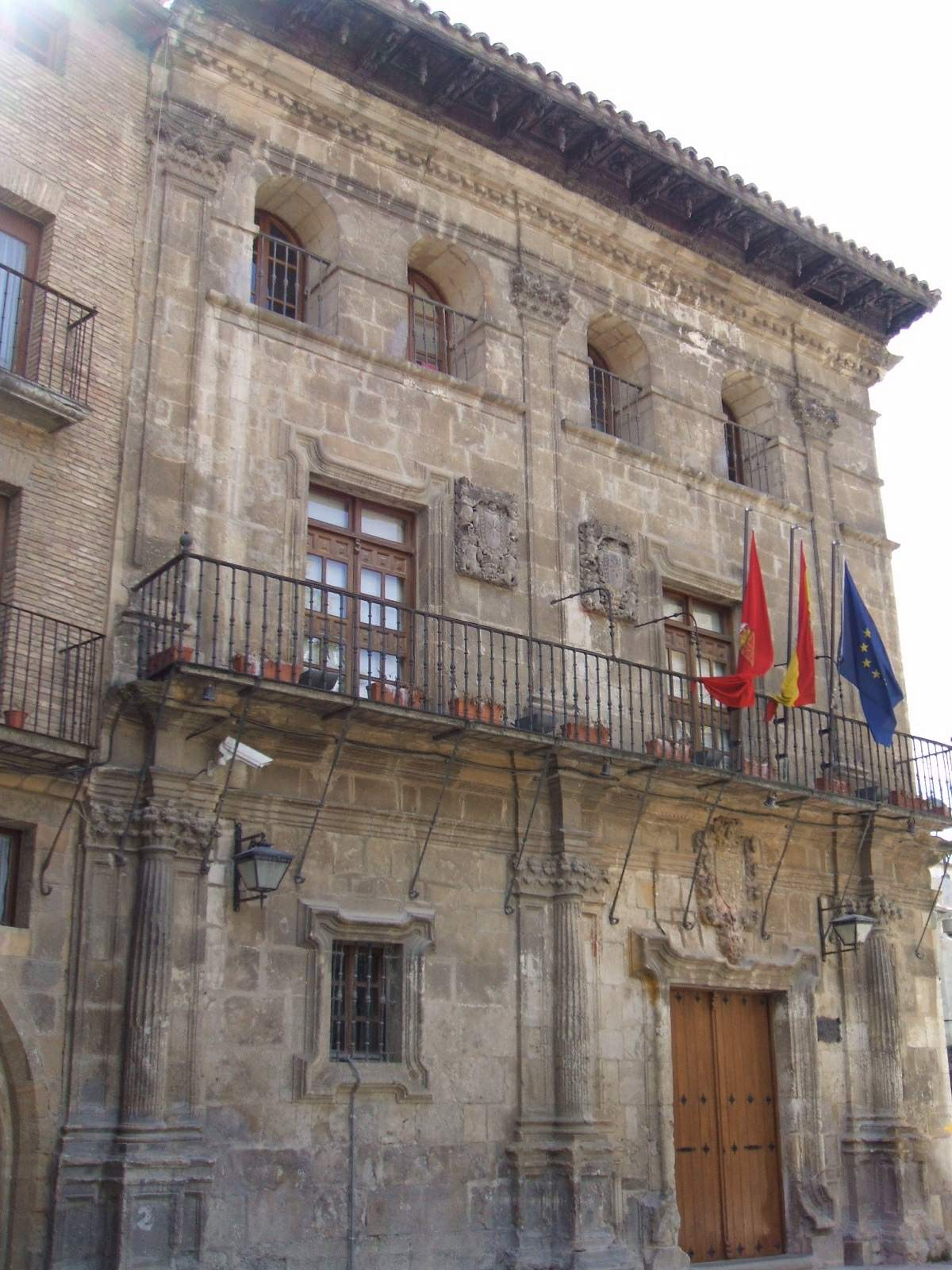
Antiguo Ayuntamiento de Estella, construido en el sobre el solar de la primitiva casa de la ciudad, datada en el

El siglo XVIII muestra su prosperidad en Estella en la nueva casa consistorial que se levanta en la plaza de San Martín, en el antiguo barrio de los francos. En este lugar desde el siglo XII existía una capilla dedicada a San Martín, que obviamente dio nombre a la plaza, en la que, a toque de la campana, se reunía el concejo; más adelante, en el siglo XVI, se amplió con una sala para las sesiones municipales. Pero, al cabo de los años y tras numerosas reparaciones y ampliaciones, su estado ruinoso obligó al regimiento, en el siglo XVIII, a construir el edificio barroco que preside la plaza y que actualmente alberga la oficina de turismo.
Por otra parte, al nutrido conjunto de conventos de monjas y frailes que desde el siglo XIII se extiende por la ciudad y sus cercanías, se incorpora el majestuoso edificio de las recoletas descalzas, inaugurado en 1731 con monjas llegadas del convento de Ágreda. 
Con el siglo XVIII se cierran tres siglos de estabilidad política, en los que la ciudad contó con una administración municipal cada vez más eficiente, ejerció su función de capital de la comarca, su trama urbana creció paulatinamente y se adornó con edificios barrocos. Hasta ella no llegó la violencia y destrucción de la guerra de Sucesión (1701-1715) ni, más adelante, la de la Convención Francesa (1793-1795), que, sin embargo, sí afectaron a otros lugares del reino de Navarra.

### Edad Contemporánea
El siglo XIX es un periodo especialmente dramático en la historia de Estella: al largo conflicto de la Guerra de la Independencia (1808-1814) que aquí, por la posición estratégica que ocupaba en la ruta de Pamplona a Logroño, tuvo especial incidencia, le sucedieron las dos guerras civiles suscitadas por la sublevación carlista (1833-1839 y 1872-1876) en las que la ciudad tuvo un protagonismo excepcional al acoger la corte del pretendiente carlista.
Las guerras dejaron una ciudad empobrecida y fracturada ideológicamente, que se recuperaría paulatinamente a finales de la centuria. 

##### Guerra de la Independencia (1808-1814)
La primera manifestación en Estella del inicio de la guerra de la Independencia tiene lugar en una fecha temprana: el 3 de junio de 1808, un mes después de la sublevación de Madrid. Ese día se lleva a cabo una requisa de armas para luchar contra las tropas de Napoleón y, poco después, se formarán seis compañías de voluntarios que tomarán posiciones en Lorca para impedir que los soldados franceses lleguen a Estella y sofoquen la sublevación. 
En los cuatro años siguientes la ciudad pasa alternativamente a manos de franceses y navarros, con la insufrible secuela de fusilamientos, secuestros, destierros, saqueos, incendios y multas.
El 13 de julio de 1810 Francisco Espoz y Mina detiene en Estella al guerrillero de Corella Pascual Echeverría, con el que se disputa el control de las partidas de Navarra, y ordena fusilarlo en las tapias del monasterio de Irache. En lo sucesivo, Espoz y Mina mandará todos los grupos guerrilleros que actúan en el territorio navarro y que acabarán encuadrados en la División de Navarra.
En 1813 el frente se ha alejado definitivamente de la ciudad, que mantiene un hospital de sangre, y el 31 de julio de ese mismo año, a instancias del Jefe Político de Navarra, jura la Constitución que las Cortes habían aprobado el año anterior en Cádiz.

#### Guerra Realista (1822-1823)
Tan solo han transcurrido seis años desde la terminación de la Guerra de la Independencia (1814) cuando la violencia vuelve a conmover a Estella. La sublevación de Rafael del Riego (1820) había restaurado la Constitución de 1812, de corte liberal, lo que produjo el rechazo de los partidarios del absolutismo. 
En Estella el 9 de abril de 1822 se produjeron tumultos, promovidos por los absolutistas, que se saldaron con la muerte de un paisano por los disparos de la milicia encargada de sofocarlos. Poco antes, el 19 de marzo, en el aniversario de la proclamación de la Constitución, en Pamplona, por el mismo motivo, habían muerto cinco soldados y dos civiles.
De los desórdenes se pasó a la guerra abierta entre absolutistas y liberales, la denominada Guerra Realista (1822-1823). En Estella tuvo especial incidencia, a raíz del control de la ciudad, el 14 de abril de 1822, por 1500 voluntarios realistas al mando de Juan Antonio Guergué. Fue después de un encarnizado enfrentamiento con la reducida tropa liberal que, tras sufrir la voladura del fuerte en el que se habían refugiado, huyó a Álava. Inmediatamente fueron saqueadas las propiedades de los liberales más significados de la localidad.
La intervención de tropas enviadas por Santa Alianza en abril de 1823, los Cien Mil Hijos de San Luis, dio fin a la guerra y restableció el absolutismo en toda España.

#### Primera guerra carlista (1833-1839)

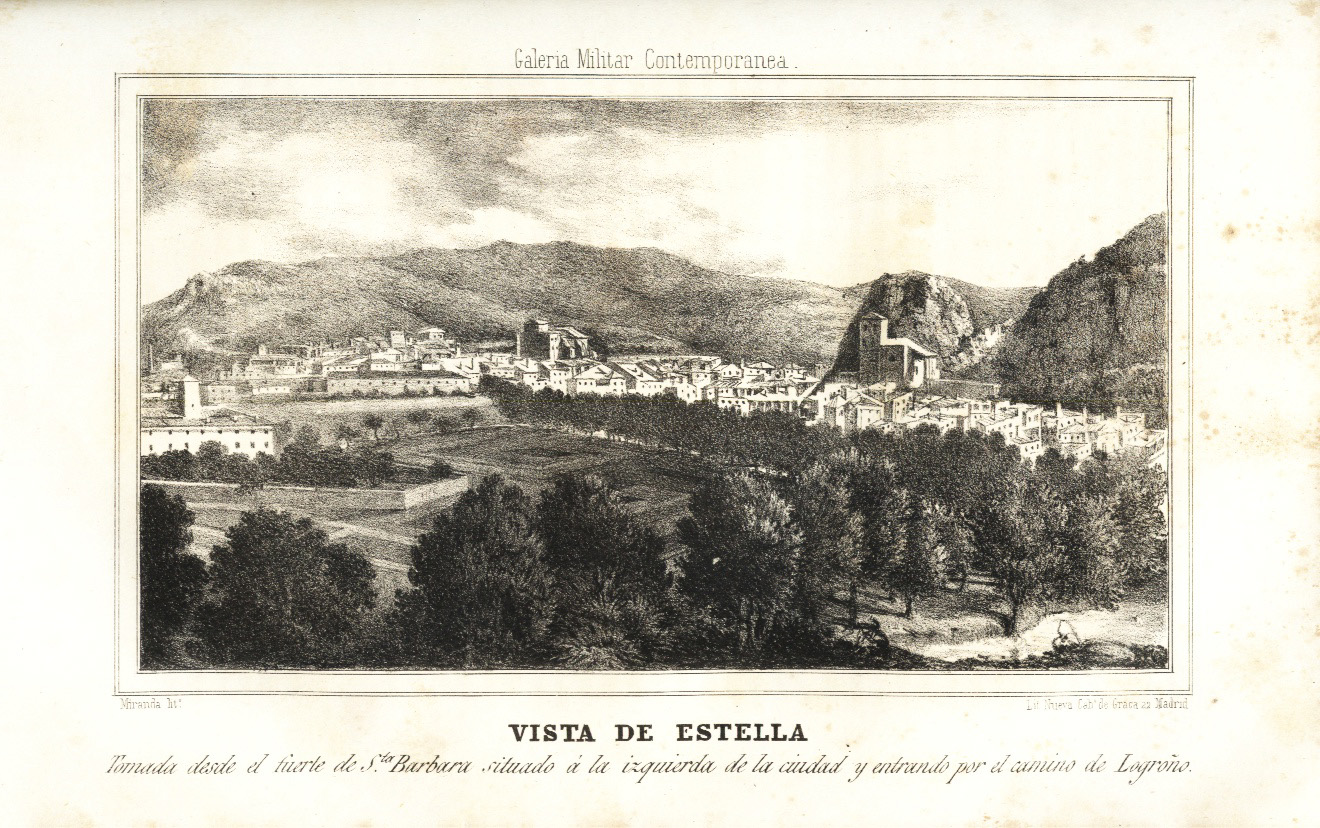
Estella en 1846. En primer plano figuran Los Llanos y el convento de las clarisas

La primera guerra carlista se produce a la muerte del último monarca absolutista, Fernando VII, el 29 de septiembre de 1833. Tuvo su origen en la pretensión de los sectores más reaccionarios de colocar en el trono a Carlos María Isidro, hermano del rey difunto, en contra de la sucesión legítima, que correspondía a la hija del monarca, Isabel II, apoyada por los liberales. A la sazón tenía tres años y su madre, María Cristina de Borbón, ejercía la regencia.
Inmediatamente se organizan en Estella las primeras partidas absolutistas, llamadas «carlistas» por apoyar a Carlos María Isidro, y se ponen al mando de Santos Ladrón de Cegama. Este, en la primera escaramuza con las tropas gubernamentales, es hecho prisionero e inmediatamente fusilado en Pamplona el 13 de octubre. Hacía dos semanas que había muerto Fernando VII y el conflicto político y bélico ya se había desatado en Estella.
A pesar del estrepitoso fracaso de Ladrón de Cegama, Estella continúa siendo el centro de la sublevación: aquí, el 14 de noviembre de 1833, el coronel Tomás de Zumalacárregui, en el transcurso de una parada militar celebrada en la plaza de San Francisco, es nombrado comandante general de la División de Navarra en la que se encuadraban los absolutistas sublevados. 
A partir de ese momento, al igual que había sucedido en la guerra de la Independencia, la ciudad estará alternativamente bajo el control de los contendientes: los liberales, también llamados «isabelinos» y «cristinos» (1834) y los absolutistas o «carlistas» (1835). 
Carlos María Isidro, el pretendiente al trono, entrará triunfante en Estella el 31 de julio de 1835, y por este motivo la ciudad será llamada «Cuna de la Restauración», se entiende por la restauración del absolutismo. 
La presencia de la corte y las tropas carlistas será enormemente gravosa para la ciudad, que forzosamente ha de contribuir a su alojamiento y manutención. Por este motivo, a primeros de 1836, sufre gran escasez de alimentos básicos. También falta dinero y, en consecuencia, las tropas carlistas, enfurecidas por no cobrar la soldada, se sublevan del 6 al 11 de mayo de 1838. La insubordinación de los combatientes, la escasez de suministros y el acoso del ejército gubernamental obligaron al pretendiente carlista, Carlos María Isidro, a abandonar Estella el 30 de agosto de 1836.

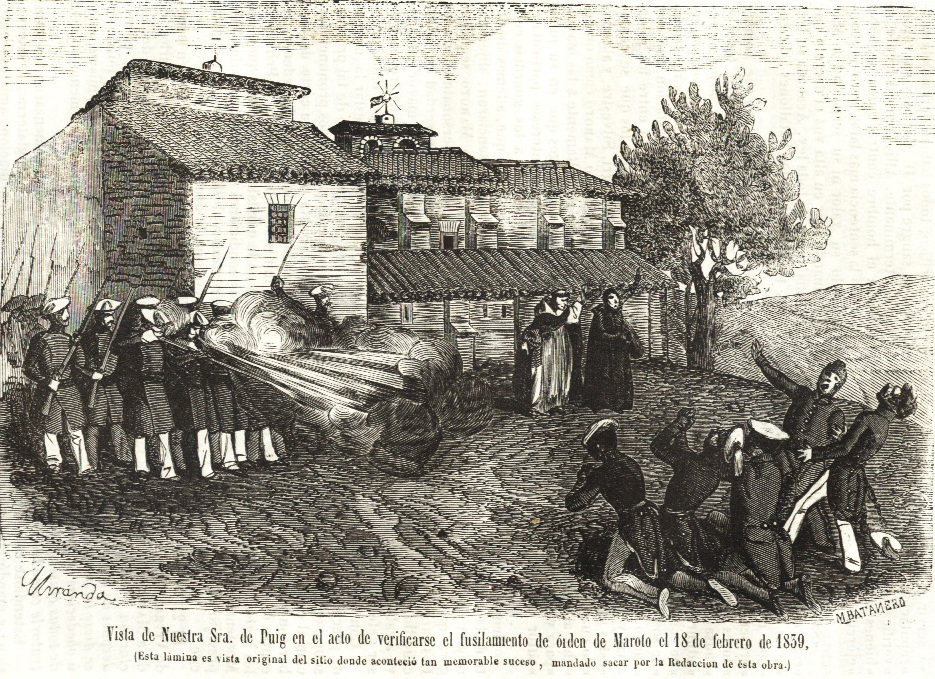
Fusilamientos de Estella, en las proximidades del Puy (18-II-1839), según un grabado de la época en el que aparecen cinco fusilados cuando en realidad fueron seis

Tras seis años de guerra, en 1839, el ejército carlista está en retirada y sus dirigentes se encuentran divididos entre los partidarios de la guerra hasta el final y los de una rendición con condiciones. El general Rafael Maroto promueve la segunda alternativa y, para acabar con la facción más intransigente, congrega a sus principales dirigentes en Estella, los detiene e inmediatamente los manda fusilar por la espalda, como a traidores. Así, el 18 de febrero de 1839, en una era próxima al santuario del Puy, fueron pasados por las armas seis significados carlistas contrarios a la rendición. De esta manera quedó libre el camino hacia la paz, que se materializó, cinco meses más tarde, en el llamado Abrazo de Vergara, protagonizado por el vencedor, el general Baldomero Espartero, y el vencido, el general Rafael Maroto.

#### Segunda guerra carlista (1846-1849)

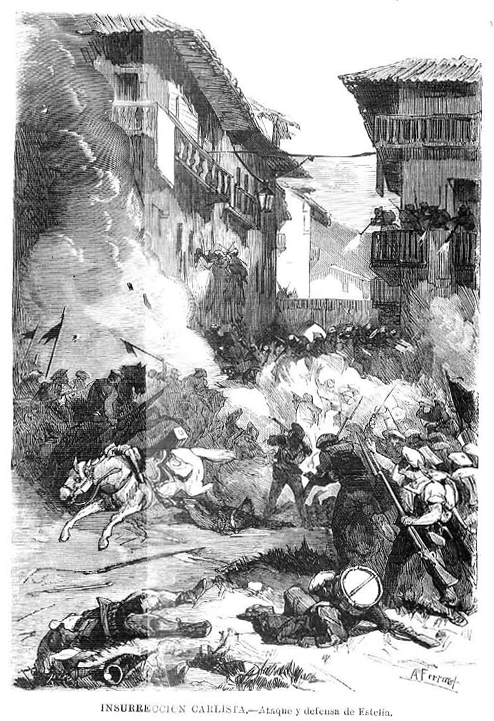
Toma de Estella por los carlistas el 8 de agosto de 1873, según el grabado publicado por la Ilustración Española y Americana por aquellas mismas fechas

La segunda guerra carlista, también llamada guerra de los Matiners, se concentró fundamentalmente en Cataluña y, en consecuencia, no tuvo incidencia en Navarra, salvo algunos episodios armados registrados en 1847 y 1848, que siempre se saldaron con la derrota de los carlistas. Esta contienda no afectó a Estella.

#### Tercera guerra carlista (1872-1876)
Todo lo contrario sucedió en la tercera guerra carlista (1872-1876), en la que Estella, como sucedió en la primera contienda, volvió a ocupar un lugar destacado al albergar la corte del pretendiente carlista, Carlos VII, y, por este motivo, fue considerada como la «Ciudad Santa del Carlismo».[cita requerida]
Las hostilidades comenzaron a registrarse en Estella en enero de 1873, con esporádicos ataques carlistas que culminaron en agosto, cuando la ciudad cayó en manos de las tropas sublevadas, después de haber dinamitado el convento de San Francisco, en el que habían opuesto resistencia trescientos soldados. 
Los intentos de recuperar la ciudad fracasaron estrepitosamente en la batalla de Abárzuza, que tuvo lugar en las inmediaciones de Estella entre el 25 y 27 de agosto de 1874. El ejército liberal, integrado por 50 000 soldados,[cita requerida] sufrió una rotunda derrota, que costó la vida a su general Manuel Gutiérrez de la Concha. La noticia del descalabró conmocionó la política nacional y tuvo eco en la prensa internacional. La victoria de Abárzuza animó al pretendiente carlista, Carlos VII, a instalar su corte en Estella, como en su día hizo Carlos María Isidro.
Al cabo de dos años, la iniciativa de la contienda la lleva el ejército gubernamental: el 19 de febrero de 1876 tomó el fuerte situado en Montejurra, al sur de Estella, desde el que se controlaba el camino a Castilla, lo que permitió la toma de la ciudad al día siguiente por las tropas liberales, mandadas por el general Fernando Primo de Rivera y Sobremonte, tío del dictador Miguel Primo de Rivera (1923-1929), que por este motivo recibió el título de Marqués de Estella. 
Pocas semanas después, el 4 de marzo, el rey Alfonso XII, con diecinueve años y poco más de un año de reinado, dentro de una ruta por los principales lugares de la contienda, hizo entrada solemne en la ciudad.

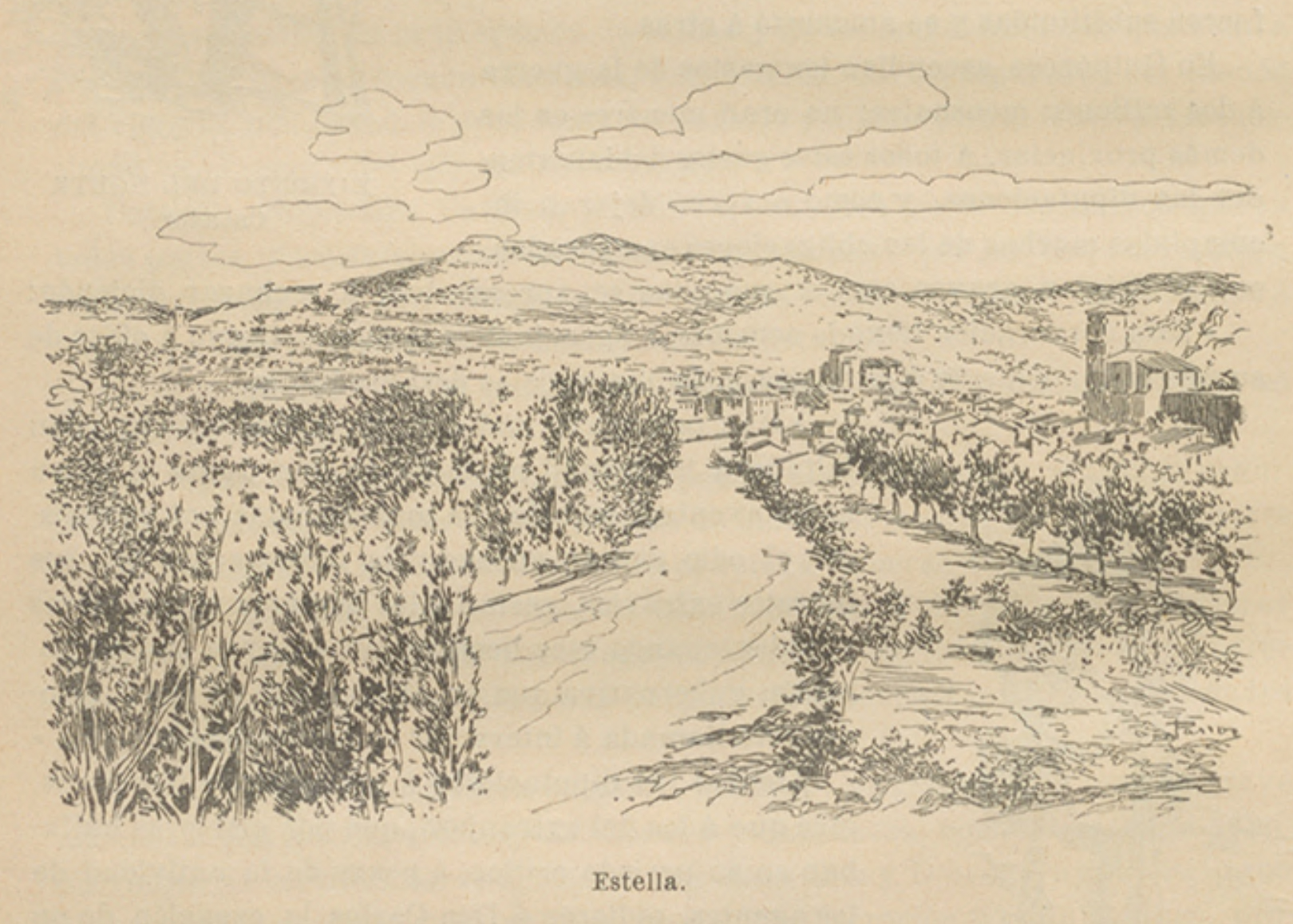
Estella en Historia de España en el

La tercera guerra carlista tuvo gran repercusión en la sociedad y, en consecuencia, en la literatura, que se hizo eco de la contienda y sus protagonistas. Entre otros, es el caso de Unamuno con Paz en la guerra (1897), Valle Inclán con la Sonata de invierno (1905) o Pío Baroja con Zalacaín el aventurero (1908).

#### La ciudad en torno a 1900
Por estas fechas Estella tiene unos 5700 habitantes, es la tercera población de Navarra, después de Pamplona y Tudela. La tendencia demográfica es negativa: mueren más personas de las que nacen. El trabajo es escaso y los jóvenes emigran en busca de mejores opciones.
Las gentes trabajan en el campo, en pequeñas propiedades, en el comercio de ámbito local y comarcal, una actividad que se remonta a la consolidación del Camino de Santiago en el siglo XI, y por último en los modestos talleres artesanales de zapateros, ebanistas, latoneros, curtidores, tejedores, alfareros, boteros o cereros.
Estella, que ha desempeñado un papel destacado en las guerras carlistas, es profundamente conservadora, con una burguesía que de manera unánime sostiene y defiende esta ideología y que garantiza su presencia en el ayuntamiento, en la diputación provincial y en el Congreso de los Diputados. Conservadores, como el abogado y literato Enrique Ochoa Cintora, y carlistas, como el también abogado Ulpiano Errea Llorente, controlan las instituciones. Los primeros obtienen más representantes que los segundos.
Estella, como tantas otras poblaciones de la época, es profundamente clerical. Tiene tres parroquias, que llevan siglos disputando entre ellas por la primacía, cuenta con las capellanías de la Virgen del Puy y del Hospital de Santa María de Gracia, y, por otra parte, a pesar de las desamortizaciones, todavía alberga los conventos de capuchinos, recoletas, benedictinas y clarisas. Más recientes son los colegios de los escolapios y de las hermanas de la caridad.
El progreso paulatinamente se va haciendo realidad: en las fiestas patronales de 1890 se pudo disfrutar de la iluminación eléctrica. El servicio de agua corriente y de alcantarillado se proyecta en 1899 y el cine llega por esas fechas, aunque sea el ambulante de Vitoriano Flores, que asombra con las proyecciones que trae para la feria de san Andrés.

#### Segunda República (1931-1936)

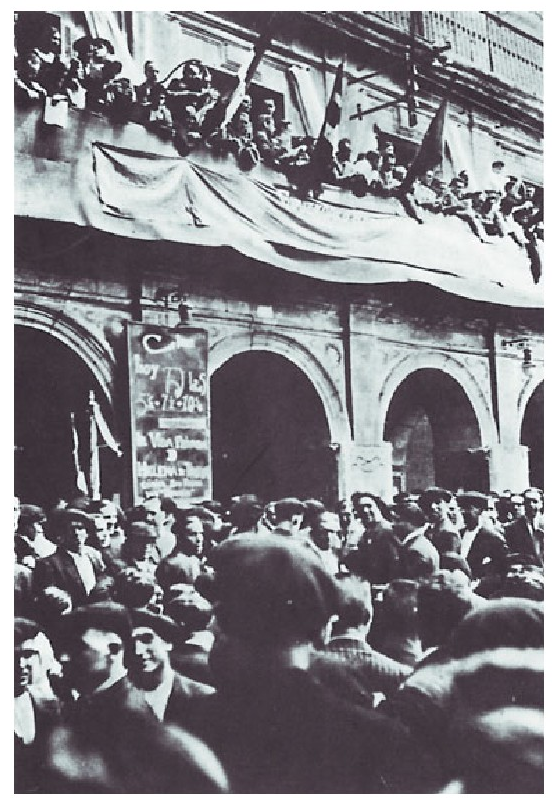
Manifestación favorable al Estatuto Vasco-Navarro en Estella, junio de 1932

Durante la Segunda República se creó el denominado Estatuto de Estella o Estatuto Vasco-Navarro, que fue un proyecto de Estatuto de Autonomía conjunto para las provincias de Álava, Guipúzcoa, Navarra y Vizcaya. Sobre un primer borrador de la Sociedad de Estudios Vascos, la asamblea de alcaldes vasco-navarros celebrada el 14 de junio de 1931 en Estella, con mayoría de carlistas y nacionalistas vascos, aprobó un proyecto que reservaba a la futura región autónoma las relaciones con la Iglesia, lo que llevó al político socialista Indalecio Prieto a manifestar que lo que se quería era establecer un Gibraltar vaticanista.
En la asamblea de los ayuntamientos realizada en Estella, de los 220 ayuntamientos navarros presentados, 200 apoyaron el Estatuto vasconavarro (89,93 % de la población). Dicho estatuto fue refrendado en asamblea celebrada en Pamplona el 10 de agosto; sin embargo, la aprobación de la Constitución de la República Española de 9 de diciembre de 1931 hace fracasar ese primer proyecto.
Se redactó otro ajustado a las disposiciones constitucionales, pero fue rechazado para Navarra en una polémica asamblea celebrada en junio de 1932, por lo cual siguió su tramitación como estatuto solamente para las tres provincias Vascongadas, siendo finalmente aprobado en 1936, ya iniciada la guerra civil española.

#### Guerra Civil (1936-1939)
Fortunato Aguirre era el alcalde de Estella por el Partido Nacionalista Vasco cuando sucedió el alzamiento militar de 1936. Fue uno de los fundadores de Osasuna, alcalde de Estella y miembro del Napar Buru Batzar (NBB), que es la junta directiva del PNV en Navarra, presidida entonces por José Agerre. También fue el fundador de la ikastola de Estella.
En los meses anteriores al comienzo de la guerra civil española, el alcalde tuvo conocimiento de la conspiración que preparaba el gobernador militar de Navarra, el general Mola, e incluso de que en el monasterio de Iranzu había escondido un arsenal de armas y se llevaban a cabo reuniones entre los conspiradores, de lo cual avisó repetidamente al Gobierno de la República. También tuvo conocimiento de la reunión que, el 16 de julio de 1936, tuvo lugar en el monasterio de Irache entre el general Mola y el general Batet, general en jefe de la VI División Orgánica de Burgos, por iniciativa de este último, en la que trató de averiguar si Mola estaba implicado en la conspiración que se estaba preparando, e incluso le pidió su palabra de honor de que no iba a sublevarse.
Poco después tuvo lugar el levantamiento, siendo apresado Fortunato Aguirre el mismo 18 de julio por los sublevados, conducido hasta las cercanías de Pamplona y fusilado el 29 de septiembre de 1936.
José Antonio Primo de Rivera, que fundó Falange Española a finales de 1933, fue detenido en abril de 1936, y fusilado el 20-N-1936, era marqués de Estella.

#### El Pacto de Estella (1998)
También en esta ciudad tuvo lugar el Pacto de Estella (Lizarrako Akordioa) de 1998. El frente nacionalista se formalizó con la firma del Pacto de Estella firmado el 12 de septiembre de 1998 por PNV, EA, HB, IU, EKA, Batzarre, siete sindicatos y nueve organizaciones sociales. Promulgaba la negociación política como única solución al llamado «conflicto», invocando como referente el Acuerdo de Viernes Santo firmado en Irlanda del Norte en abril de 1998.
Según Vázquez Montalbán, los firmantes de Estella estaban «convencidos de la parálisis política que afectaba al PP y al PSOE en el tratamiento del problema vasco y de que el PP dependía de las ayudas del PNV en el Parlamento español, los firmantes de Lizarra forzaron la tuerca del soberanismo y plantearon con toda claridad el objetivo de la autodeterminación y de una negociación política con ETA».[cita requerida]
La firma de este pacto impulsó la tregua de ETA de 1998 y los posteriores fallidos contactos del Gobierno del Partido Popular presidido por José María Aznar con la organización terrorista. Sin embargo, el 21 de enero del 2000, ETA volvió a asesinar. No hubo condena por parte de Herri Batasuna, lo cual produjo la extinción de la colaboración propiciada por el Pacto de Estella.

## Demografía
Estella cuenta con una población de 14 329 habitantes (INE 2024).
| Gráfica de evolución demográfica de Estella-Lizarra entre 1842 y 2021 |
| |
| Población de derecho según los censos de población del INE Población de hecho según los censos de población del INEEn estos censos se denominaba Estella: 1842, 1857, 1860, 1877, 1887, 1897, 1900, 1910, 1920, 1930, 1940, 1950, 1960, 1970, 1981 y 1991 En este censo se denominaba Estella/Lizarra: 2001 |

Estella es el sexto municipio más poblado de Navarra, con 13 977 habitantes en 2022.
Pirámide de Población
La distribución de la pirámide de población por sexos y edades registra 6764 varones (48 % del total) y 7213 mujeres (52 %). El 49,67 %) de la población cuenta con menos de 40 años, los menores de 20 años suponen el 19,09 % del total, mientras que los mayores de 60 años son el 24,32 %). El tramo donde se concentra el mayor porcentaje de la población es en el comprendido entre 20-40 años, que asciende al 28,59 %. Esta estructura, típica en el régimen demográfico moderno, presenta una evolución hacia el envejecimiento progresivo de la población.
Población extranjera
Entre 2001 y 2008, el repunte demográfico y la inmigración elevó el porcentaje de población de nacionalidad extranjera hasta el 10,96 % del total de habitantes (1540 personas), valor situado en la media nacional. Las nacionalidades con mayor número de residentes son la ecuatoriana (652 personas), la colombiana (144 personas), la rumana (115 personas), la portuguesa (110 personas) y la marroquí (108 personas).

### Urbanismo
Estella estuvo formada por tres barrios o burgos independientes: San Pedro, San Juan y San Miguel, cada uno de los cuales estuvo rodeado con sus propias de murallas. Posteriormente fueron agrupados constituyéndose una pequeña urbe, aunque en su parte más antigua no ha llegado a generarse un único núcleo alrededor del cual se haya agrupado el resto de la ciudad.[cita requerida] Tampoco su trazado es producto del capricho secular de sus habitantes, sino que responde a un diseño previo (en especial el barrio de San Pedro), lo cual se traduce en una mayor regularidad de la morfología urbana.[cita requerida] Esta se acomoda a los dos grandes ejes viarios medievales, paralelos en gran parte al río Ega: la calle Mayor en la margen izquierda, y la rúa de las Tiendas-San Nicolás en la derecha. 
La ciudad está emplazada en un terreno irregular, lo cual ha impedido un crecimiento homogéneo a la vez que dificulta la circulación rodada dentro de ella. La expansión urbana se ha hecho primero en altura, y luego hacia el ensanche de los Llanos y a ambos lados de las carreteras. El estancamiento económico y demográfico de Estella en la época moderna determina que el plano urbano no haya experimentado grandes cambios. En los años 1950 y 1960 se construyeron viviendas económicas cerca de las industrias en los bordes de las carreteras.

## Administración y política

### Gobierno municipal
La administración política de la ciudad se realiza desde 1979 a través de un Ayuntamiento de gestión democrática cuyos componentes se eligen cada cuatro años por sufragio universal. El censo electoral está compuesto por todos los residentes empadronados en ella mayores de 18 años y nacionales de España y de los otros países miembros de la Unión Europea. Según lo dispuesto en la Ley del Régimen Electoral General, que establece el número de concejales elegibles en función de la población del municipio, la corporación municipal está formada por 17 concejales. La sede del consistorio está emplazada en el paseo de la Inmaculada 1.
| Periodo   | Nombre                       | Partido | Partido                                   |
| --------- | ---------------------------- | ------- | ----------------------------------------- |
| 1979-1980 | Moisés Andueza Barrenechea   |         | Candidatura de Unidad Popular (CUP)       |
| 1980-1980 | Félix Armañanzas Echarri     |         | Agrupación Independiente de Estella (AIE) |
| 1980-1981 | Moisés Andueza Barrenechea   |         | Candidatura de Unidad Popular (CUP)       |
| 1981-1987 | Ricardo Sánchez Galdeano     |         | Agrupación Independiente de Estella (AIE) |
| 1987-1991 | Rosa López Garnica           |         | Agrupación Independiente de Estella (AIE) |
| 1991-1999 | José Luis Castejón Garrués   |         | Partido Socialista de Navarra (PSN-PSOE)  |
| 1999-2003 | María José Bozal Bozal       |         | Unión del Pueblo Navarro (UPN)            |
| 2003-2007 | María José Fernández Aguerri |         | Partido Socialista de Navarra (PSN-PSOE)  |
| 2007-2015 | Begoña Ganuza Bernaola       |         | Unión del Pueblo Navarro (UPN)            |
| 2015-2019 | Koldo Leoz Garciandia        |         | Euskal Herria Bildu (EH Bildu)            |
| 2019-2020 | Gonzalo Fuentes Urriza       |         | Navarra Suma (NA+)                        |
| 2020-2023 | Koldo Leoz Garciandia        |         | Euskal Herria Bildu (EH Bildu)            |
| 2023-act. | Marta Ruiz de Alda           |         | Unión del Pueblo Navarro (UPN)            |

| Partido político | Partido político                                                             | 2023  | 2023       | 2019               | 2019               | 2015  | 2015       | 2011  | 2011       | 2007  | 2007       | 2003  | 2003       | 1999  | 1999       | 1995  | 1995       |
| Partido político | Partido político                                                             | %     | Concejales | %                  | Concejales         | %     | Concejales | %     | Concejales | %     | Concejales | %     | Concejales | %     | Concejales | %     | Concejales |
|                  | Unión del Pueblo Navarro (UPN)                                               | 36,83 | 7          | Navarra Suma (NA+) | Navarra Suma (NA+) | 28,80 | 5          | 32,12 | 7          | 40,98 | 8          | 35,14 | 7          | 39,77 | 8          | 37,58 | 7          |
|                  | Euskal Herria Bildu (EH Bildu)-Bildu                                         | 27,38 | 5          | 28,41              | 6                  | 24,12 | 5          | 19,59 | 4          | —     | —          | —     | —          | —     | —          | —     | —          |
|                  | Partido Socialista de Navarra (PSN-PSOE)                                     | 11,16 | 2          | 17,83              | 3                  | 12,78 | 2          | 13,58 | 2          | 17,32 | 3          | 21,33 | 4          | 22,62 | 4          | 29,08 | 6          |
|                  | Nafarroa Bai (NaBai)-Geroa Bai (GBai)                                        | 7,39  | 1          | 9,08               | 1                  | 10,46 | 2          | 10,05 | 2          | 18,32 | 3          | —     | —          | —     | —          | —     | —          |
|                  | Contigo-Zurekin (CZ)-Ahora-Orain Estella-Lizarra (AOEL)-Izquierda Unida (IU) | 6,41  | 1          | 4,58               | 0                  | 17,54 | 3          | 6,96  | 1          | 5,85  | 1          | 9,23  | 2          | 8,52  | 1          | —     | —          |
|                  | Partido Popular (PP)                                                         | 5,17  | 1          | Navarra Suma (NA+) | Navarra Suma (NA+) | 3,52  | 0          | 6,48  | 1          | —     | —          | —     | —          | —     | —          | —     | —          |
|                  | Navarra Suma (NA+)                                                           | —     | —          | 35,77              | 7                  | —     | —          | —     | —          | —     | —          | —     | —          | —     | —          | —     | —          |
|                  | Podemos                                                                      | —     | —          | 3,37               | 0                  | —     | —          | —     | —          | —     | —          | —     | —          | —     | —          | —     | —          |
|                  | Vox                                                                          | —     | —          | 0,90               | 0                  | —     | —          | —     | —          | —     | —          | —     | —          | —     | —          | —     | —          |
|                  | Convergencia de Demócratas de Navarra (CDN)                                  | —     | —          | —                  | —                  | —     | —          | 3,68  | 0          | 5,96  | 1          | 6,23  | 1          | 2,62  | 0          | —     | —          |
|                  | Candidatura Unitaria de Estella (CUE)                                        | —     | —          | —                  | —                  | —     | —          | 2,86  | 0          | —     | —          | 6,08  | 1          | 14,84 | 3          | 10,40 | 2          |
|                  | Eusko Abertzale Ekintza-Acción Nacionalista Vasca (EAE-ANV)                  | —     | —          | —                  | —                  | —     | —          | —     | —          | 10,2  | 1          | —     | —          | —     | —          | —     | —          |
|                  | Euzko Alderdi Jeltzalea-Partido Nacionalista Vasco (EAJ-PNV)                 | —     | —          | —                  | —                  | —     | —          | —     | —          | —     | —          | 5,78  | 1          | 8,59  | 1          | 4,75  | 0          |
|                  | Eusko Alkartasuna (EA)                                                       | —     | —          | —                  | —                  | —     | —          | —     | —          | —     | —          | 7,10  | 1          | —     | —          | 5,75  | 1          |
|                  | Herri Batasuna (HB)                                                          | —     | —          | —                  | —                  | —     | —          | —     | —          | —     | —          | —     | —          | —     | —          | 9,13  | 1          |

### Justicia
Estella es cabeza del partido judicial número 1 de Navarra, que engloba a 72 municipios que suman un total de 64 550 habitantes de derecho, según los últimos datos del INE, cerrados a 1 de enero de 2007. La plantilla de jueces consta de dos juzgados de primera instancia e instrucción, con una ratio que sitúa un juez por cada 31 310 habitantes. Las instalaciones judiciales acogen también la fiscalía, registro civil, forenses, etc y están ubicadas en la plaza San Martín n.º 4.

### Organización territorial

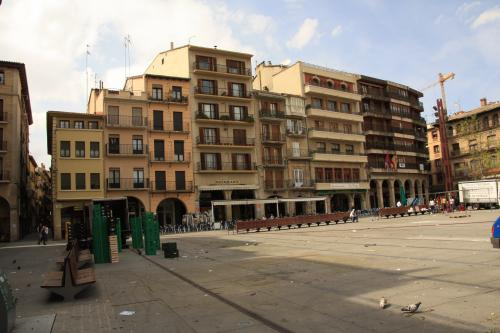
Plaza de los Fueros de Estella

El centro urbano-histórico está formado por las tres parroquias: San Juan, San Pedro y San Miguel.
Alejados del centro de la ciudad se encuentran los términos de Noveleta, Legardeta, Zarapuz y Polígono de San Miguel.
La denominación coloquial de los principales barrios, generalmente por la separación producida por vías principales, por algún elemento reconocido que integra el barrio, o por el nombre del término al que pertenecen, podría ser la siguiente: Rocamador (Capuchinos), Fray Diego, Chantona, Oncineda, Zona de «El Volante», Zalatambor, Cruz de los Castillos, Merkatondoa. San Miguel, Candelitera, Ordoiz, Valmayor, La Merced, Cordeleros, Curtidores, San Lorenzo. Barrio de Lizarra, El Puy, Urbanización Ibarra, Peñaguda - San Millán, Los Llanos, Remontival, Santa Bárbara, Valdelobos, Arieta (sector B), Recoletas, Zaldu, Yerri - plaza de toros, Fuente de la Salud - Hospital, Grupo Las Hayas, Urbanización Belástegui.

## Economía
| Sector                        | Empresas |
| ----------------------------- | -------- |
| Energía y agua                | 13       |
| Extracción minería y químicas | 2        |
| Industria metalúrgica         | 7        |
| Industria manufacturera       | 49       |
| Total                         | 71       |

En el periodo comprendido entre 1996 y 2007, la tasa de paro registrada en Estella siempre ha estado inferior a un 5 %, por lo que puede considerarse como paro técnico. Sin embargo a raíz de la crisis económica de ámbito mundial desatada en 2008, la tasa de paro en la Comunidad Foral de Navarra en el segundo trimestre de 2009, se ha disparado hasta el 12,23 % según la Encuesta de Población Activa. Este paro ha afectado más a los inmigrantes.
Agricultura
Por último, el sector primario cuenta con apenas 81 explotaciones, repartidas en agrícolas: 67, ganaderas: 7 y mixtas: 7.
Industria
El sector industrial cuenta con un escaso 10 % del conjunto empresarial de Estella, centrado principalmente en los campos de alimentación y bebidas, artes gráficas (uno de los sectores con mayor relevancia y tradición en Estella), metalúrgico y madera-muebles.
| Sector                                                                            | Empresas |
| --------------------------------------------------------------------------------- | -------- |
| Oficinas bancarias. Bancos (7), Cajas de ahorros (6), Cooperativas de crédito (3) | 16       |
| Empresas comerciales mayoristas                                                   | 32       |
| Empresas comerciales minoristas                                                   | 553      |
| Hipermercados                                                                     | 1        |
| Bares y restaurantes                                                              | 93       |

En el término municipal existen dos polígonos industriales donde se ubican la mayoría de industrias existentes. Uno de ellos es el Mercatondoa y el otro el.
Construcción
El sector de la construcción, con un 16 % del tejido empresarial en 2007. Esto es debido al crecimiento demográfico que está experimentando la ciudad y los pueblos aledaños, motivada por la afluencia de la inmigración y de jóvenes de Pamplona que encuentran vivienda más asequible que en la capital, a la que se llega en escasos 30 minutos debido a la nueva autovía del Camino.

##### Servicios
Estella se distingue por un claro sector servicios desde su fundación como centro comercial de la ruta Jacobea.

##### Comercio
La distribución comercial y de servicios en el municipio supuso el 74 % de la actividad económica en el 2007 según el Ayuntamiento de Estella. El conjunto de establecimiento comerciales de establecimientos comerciales de Estella, está formado por: 34 empresas dedicadas a la hostelería, 9 librerías e imprentas, 6 ferreterías y suministros industriales, 26 de alimentación, 28 de artículos de hogar, 40 de textil y calzado, 39 de servicios y 31 de otras actividades.
| Tipo    | Tipo          | Establecimientos | Plazas |
| ------- | ------------- | ---------------- | ------ |
| Hoteles | 4 estrellas   | 2                | -      |
| Hoteles | 2 estrellas   | 1                | 24     |
| Hoteles | Total         | 2                | X      |
| Otros   | Apartahoteles | 1                | 4      |
| Otros   | Hostales      | 2                | 26     |
| Otros   | Pensiones     | 2                | -      |
| Otros   | Albergues     | 4                | -      |
| Otros   | Cámpines      | 1                | -      |
| Otros   | Total         | 9                | -      |
| Total   | Total         | 11               | X      |

##### Turismo
Los principales reclamos turísticos de la ciudad son su rico patrimonio monumental por la que es conocida como la Toledo del Norte, el paso del Camino de Santiago y la cercanía con el parque natural Urbasa-Andía.
En 1995, ayuntamientos, empresas y asociaciones relacionadas con el sector de Estella y merindad, crean el Consorcio Turístico de Tierra Estella, con el fin de planificar y ejecutar estrategias para llevar un desarrollo económico en la zona basado en el turismo. Además la ciudad también cuenta con una oficina municipal de turismo, situada en pleno Camino de Santiago, junto al Palacio de los Reyes de Navarra, se pueden encontrar varias rutas para conocer la localidad y alrededores a pie, bicicleta o incluso a caballo. Además se pueden encontrar productos típicos de la zona, así como numerosos artículos de recuerdo.
Para la estancia de turistas Estella cuenta con dos hoteles que suman plazas, dos hostales, dos pensiones, dos albergues (el parroquial y el de peregrinos) y un campin.

## Servicios

### Educación
Educación primaria y secundaria
Estella cuenta con varios centros escolares para todas las edades y a disposición de todos los habitantes de la localidad y alrededores.
| Colegio Ntra. Sra. del Puy | Infantil                 | G y A       |
| Colegio Ntra. Sra. del Puy | Primaria                 | G y A       |
| Lizarra Ikastola | Infantil                 | D           |
| Lizarra Ikastola | Primaria                 | D           |
| Lizarra Ikastola | ESO                      | D           |
| CPIP Remontival | Infantil                 | A/G/PAI y D |
| CPIP Remontival | Primaria                 | A/G/PAI y D |
| IES Tierra Estella | ESO                      | A, D y G    |
| IES Tierra Estella | Bachillerato             | A, D y G    |
| IES Politécnico | Bachillerato tecnológico | G           |
| IES Politécnico | Formación Profesional    | G           |
| Nota sobre los modelos educativos - Modelo D: Enseñanza en euskera con lenguas española e inglesa como asignatura (4 horas semanales). |                          |             |

Otros centros educativos
Además se cuenta con una escuela de música y una escuela taller, iniciativa de formación e inserción laboral para los jóvenes que promueve el Ayuntamiento.
- Escuela de música Julián Romano: Situada en el restaurado convento de San Benito.

- Escuela taller: Situada en la calle Gebala, s/n

### Sanidad
Competencia foral
La ciudad de Estella es cabecera del área de salud y la zona básica que lleva su nombre. Por este motivo el municipio dispone de unas infraestructuras en materia de salud bastante importantes y completas.
Para la atención hospitalaria la ciudad cuenta con el Hospital García Orcoyen, situado en la calle Santa Soria número 22, que da servicio a la ciudad y a las localidades del distrito sanitario de Estella. La atención primaria se presta en el centro de salud, ubicado en paseo de la Inmaculada, dependiente también del Servicio Navarro de Salud-Osasunbidea.
La ciudad cuenta además con otros dos centros de atención especializada: El centro de salud mental localizado en el camino de Logroño, 4 y un centro de atención de la Mmjer situado en el paseo de la Inmaculada, 35.
Competencias municipales
En la organización del Ayuntamiento no figura ninguna concejalía específica de salud o sanidad, sin embargo el artículo 42 de la Ley General de Sanidad dispone que, los ayuntamientos, sin perjuicio de las competencias de las demás administraciones públicas, tendrán las siguientes responsabilidades mínimas en asuntos relacionados con la sanidad.
- a) Control sanitario del medio ambiente: Contaminación atmosférica, abastecimiento de aguas, saneamiento de aguas residuales, residuos urbanos e industriales.
- b) Control sanitario de industrias, actividades y servicios, transportes, ruidos y vibraciones.
- c) Control sanitario de edificios y lugares de vivienda y convivencia humana, especialmente de los centros de alimentación, peluquerías, saunas y centros de higiene personal, hoteles y centros residenciales, escuelas, campamentos turísticos y áreas de actividad físico deportivas y de recreo.
- d) Control sanitario de la distribución y suministro de alimentos perecederos, bebidas y demás productos, directa o indirectamente relacionados con el uso o consumo humanos, así como los medios de su transporte.
- e) Control sanitario de los cementerios y policía sanitaria mortuoria.

Farmacias
La localidad cuenta con 17 farmacias, de las cuales al menos una, por turnos diarios, permanece abierta las 24 horas del día en servicio de guardia.

### Seguridad ciudadana
La seguridad ciudadana está supeditada a la estructura de la Agencia Navarra de Emergencias (ANE) que es un organismo autónomo, creado por el Gobierno de Navarra, mediante el Decreto Foral 12/2009, de 16 de febrero, para agrupar los efectivos de Protección Civil-Sos Navarra 112 y Consorcio de Bomberos de Navarra.
En el área de la seguridad de la localidad funcionan tres cuerpos policiales: Guardia Civil, Policía Foral y Policía local y todos ellos cuentan con una comisaría en la ciudad. Además la localidad cuenta con un parque de bomberos.

### Servicios sociales
Los servicios sociales en el municipio desde 1989, son gestionados por el Ayuntamiento de Estella a través del patronato municipal de bienestar social. Este patronato desarrolla diferentes programas como el programa general, el de atención domiciliaria y el de prevención de la inadaptación y drogodependencias. El patronato además se ocupa de coordinar actuaciones con el resto de centros, instituciones, entidades y asociaciones de carácter social del municipio.

### Electricidad
La Comunidad Foral de Navarra, es autosuficiente en generación de energía eléctrica, incluso tiene un saldo de exportación de 2326 GWh en 2008, según datos de la compañía Red Eléctrica Española. Lo más positivo de estos datos es que dicha producción de energía eléctrica es obtenida a través de centrales hidráulicas de ciclo combinado y eólicas, principalmente, de acuerdo con el balance de energía eléctrica de la Comunidad Foral de Navarra (2008).
La electricidad que se consume en Estella es distribuida por la compañía Iberdrola y procede de la Subestación eléctrica que la empresa Red Eléctrica Española tiene ubicada en la localidad de Orcoyen.

### Combustibles
Para el suministro de combustibles derivados del petróleo, a la Comunidad Foral de Navarra, la Compañía Logística de Hidrocarburos (CLH), dispone de unas instalaciones de almacenamiento ubicadas en la localidad de Esparza de Galar con una capacidad para almacenar 123 000 m³. A dichas instalaciones llega el combustible mediante un ramal del oleoducto Bilbao-Zaragoza, que pasa muy próximo a la zona.

### Gas natural
Gas Navarra S.A. es la empresa encargada del suministro de gas natural. Esta empresa forma parte de Gas Natural SDG, S.A.

### Agua potable
La Mancomunidad de Montejurra es la entidad que gestiona el Ciclo Integral del Agua, que consiste en el abastecimiento de agua potable, alcantarillado, saneamiento y depuración de aguas residuales, y vertido al río Ega.
El Ciclo Integral del Agua para la Comarca es el siguiente:
- Las fuentes de captación son el manantial de Itxako y Ancín. De estos puntos va canalizada y pasa a depósitos de regulación. El único tratamiento que se realiza en estas captaciones es la cloración del agua bombeada, y de estos parten las canalizaciones hacia los puntos de consumo de hogares, industrias y comercios. Una vez utilizada el agua, se recoge en la red de alcantarillado y es conducida a la depuradora y, posteriormente, se vierte al río Ega.[86]

### Residuos y limpieza de vías públicas
La recogida de residuos está gestionada por la Mancomunidad de Montejurra. La recogida de residuos se realiza de forma selectiva, desde 1989 para lo cual hay ubicados en los diferentes puntos de la localidad contenedores específicos para los diferentes tipos de residuos: orgánicos; plástico y embalses; papel y cartón y vidrio.
La ciudad produce unas 4870 toneladas de residuos urbanos anualmente, lo que representa una producción de 1,06 kg por habitante y día. Estos valores resultan ligeramente inferiores a la media de la Comunidad Foral que andan en torno a 1,07 kg por habitante y día, aunque se observa un lento incremento en la producción de residuos que ronda el 2 % anual, valor que es inferior al de otras mancomunidades navarras.
La recogida selectiva de residuos en Estella se sitúa en valores por encima de la media de Navarra, y se aproxima a los objetivos finales que fueron fijados por el Gobierno de Navarra. Destacar que la localidad fue premiada con la Escoba de Plata por su limpieza en 2006. Actualmente (2009) prácticamente la mitad de los residuos domésticos producidos se reciclan o recuperan. El destino principal de esto es la planta de tratamiento de Cárcar.

### Transporte
El municipio tiene un parque automovilístico de 459,60 automóviles por cada 1000 habitantes, inferior a la ratio de la Comunidad Foral que es de 694 automóviles por cada 1000 habitantes, según los datos existentes en la base de datos del Anuario Económico de España 2009, publicado por La Caixa. Por otra parte, existe un parque de 1681 vehículos entre camiones y furgonetas, especialmente elevado dada la importancia de la logística por carretera de la que depende la zona.
| Tipo de vehículo      | Cantidad |
| --------------------- | -------- |
| Automóviles           | 6457     |
| Camiones y furgonetas | 1681     |
| Otros vehículos       | 1084     |
| Total                 | 9222     |

Mapa de Carreteras de Estella y su entorno

La ciudad dispone de buenas comunicaciones por carretera con Pamplona y Logroño a través de la Autovía del Camino (A-12). Otras vías que discurren por la localidad son la NA-132, que la comunica con Tafalla donde enlaza con la carretera N-121, y la Autopista de Navarra (AP-15) proporcionando su comunicación con Madrid y Zaragoza. También están la carretera NA-132-A, que la comunica con Vitoria, y la NA-120 que la comunica con San Sebastián.
| Identificador | Denominación             | Itinerario                                              |
| ------------- | ------------------------ | ------------------------------------------------------- |
| A-12          | Autovía del camino       | Pamplona - Estella - Logroño                            |
| NA-132        | Sangüesa-Tafalla-Estella | Estella PK 40,18 de NA-1110 Sangüesa PK 1,69 DE NA-8603 |
| NA-132-A      | Estella-Vitoria          | Estella - Límite con Álava                              |
| NA-120        | Estella-Beasáin          | Estella - Límite con Guipúzcoa                          |
| NA-122        | Estella-Andosilla        | Estella - PK 56,43 de NA-134                            |
| NA-1110       | Galar-Viana              | PK 6,57 de A-12 - Viana                                 |

Autobuses urbanos

La ciudad cuenta con dos líneas de autobuses urbanos que la atraviesan y acercan lugares distantes del centro, como el hospital, con frecuencias aproximadas de una hora cada una, media entre ambas por el casco urbano. Además, en varios de sus horarios, llegan a pueblos vecinos, como Villatuerta, Oteiza, Ayegui o Arróniz.
Autobuses Interurbanos
La ciudad cuenta con una estación de autobuses situada en la plaza de la Coronación, 1.
| Compañía                       | Recorrido |
| ------------------------------ | --- |
| Automóviles Urederra           | Larraona - Aranarache - Eulate - Zudaire - Baríndano - Echávarri - Estella |
| La Estellesa                   | Aguilar de Codés - Cabredo - Marañón - Genevilla - Zúñiga - Ancín - Murieta - Estella - Villatuerta - Cirauqui - Mañeru - Puente la Reina - Obanos - Legarda - Zizur Mayor - Pamplona - Calahorra - Hendaya - Irún - Logroño - Los Arcos - San Sebastián |
| Autopullmans Palacio S.A.      | Estella - Santa Cruz de Campezo - Elgorriga - Vitoria |
| Autobuses Pamplona-Madrid, S.L | Pamplona - Estella - Los Arcos - Viana - Logroño - Burgos - Madrid |

## Monumentos y lugares de interés

### Monumentos religiosos

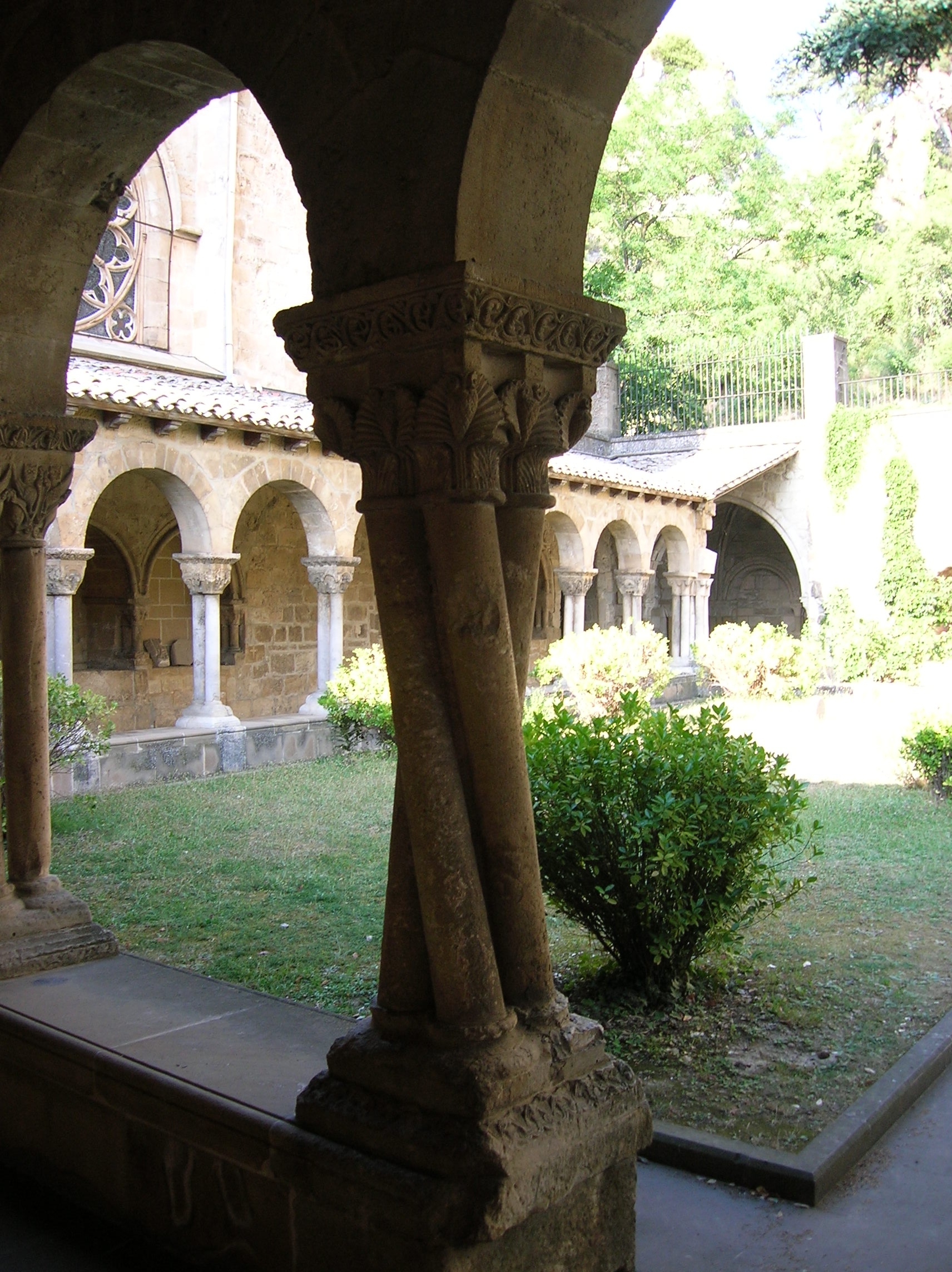
Iglesia de San Pedro de la Rúa

#### Iglesia de San Pedro de la Rúa
Este monumento que ya en el siglo XIII era conocido como San Pedro el Mayor. La fachada data de mediados del siglo XIII, con grandes similitudes con las portadas de las cercanas iglesias de San Román de Cirauqui, y la de Santiago en Puente la Reina. El interior presenta formas constructivas originadas en el último cuarto del siglo XII, de cuando se conserva la cabecera del templo. Las naves son del siglo XIII y el ventanal de tracería gótica, situado en el muro norte de la iglesia, en su primer cuerpo y dentro de la torre, del siglo XV. Las cubiertas de las naves son de los siglos XVI y XVII. Cobija diversas obras entre las que cabe destacar el retablo de la Virgen del Rosario (primera mitad del siglo XVII), en cuya hornacina central se encuentra una imagen de la Virgen de la O, datable en el siglo XIV. La capilla de San Andrés, patrono de la ciudad, está construida con formas barrocas a partir de 1706. El retablo, realizado a finales del siglo XVIII, es una fábrica de estilo rococó.

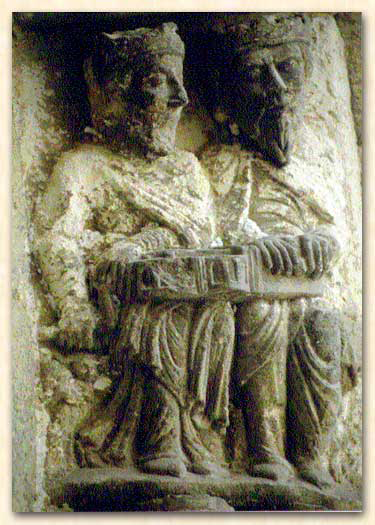
Organistrum del pórtico de la iglesia de San Miguel de Estella

#### Iglesia de San Miguel Arcángel
Los restos más antiguos que se conservan evidencian una construcción probable entre 1187 y 1196, fecha de la invasión de Navarra por los castellanos durante el reinado de Sancho VII. La cabecera tardorrománica consta de cinco ábsides escalonados. Las cinco capillas están cubiertas por bóvedas de horno. Las tres naves, compuestas de tres tramos cada una, evidencian formas góticas, y se corresponden a una reforma realizada en la primera mitad del siglo XVI. Al interior se accede a través de dos puertas, situadas en los lados de la Epístola y del Evangelio. Contiene importantes tesoros artísticos, entre los que destaca el retablo de Santa Elena. Ya en el exterior se encuentra la pequeña capilla de San Jorge. Construcción de nave única trapezoidal, cubierta con bóveda de crucería simple con clave central decorada con una Anunciación.

#### Iglesia del Santo Sepulcro

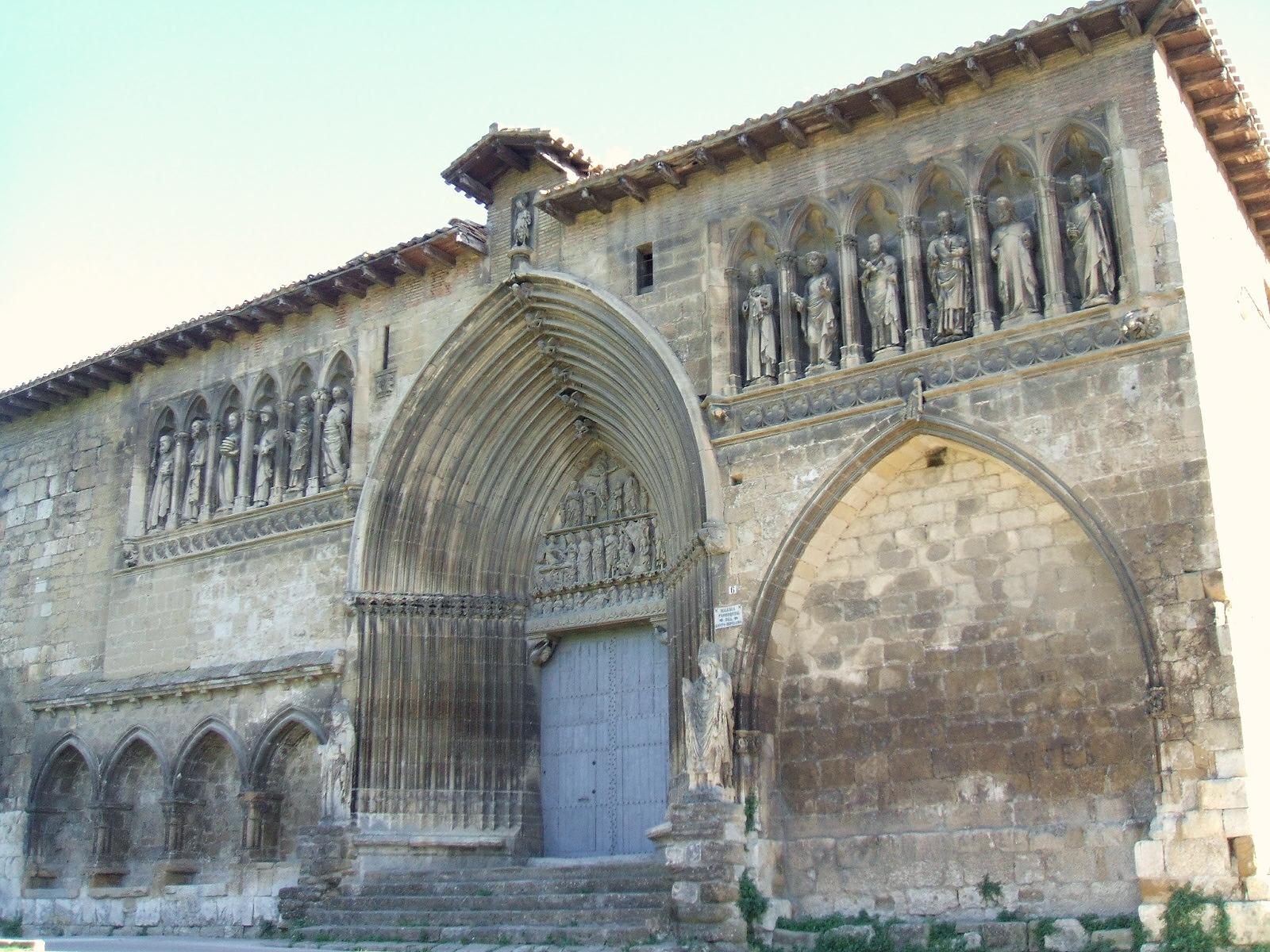
Iglesia del Santo Sepulcro

Situada en la antigua Rúa de los Peregrinos, actual calle de Curtidores, es una de las parroquias antiguas de la ciudad. Su fábrica muestra huellas de un largo proceso constructivo, iniciado en el románico y no concluido hasta el siglo XVI. Del original (c. 1200) se conserva en alzado la nave del Evangelio con ábside semicircular. En el siglo XIV se edificaron las cabeceras de la capilla central y la del lado de la Epístola, poligonales las dos. Se accede al interior a través de una importante portada gótica de principios del siglo XIV.

#### Convento de Santo Domingo
Convento dominico construido en el siglo XIII por orden del rey Teobaldo II de Navarra junto al barrio judío de Elgacena. En la actualidad rehabilitado como residencia de ancianos.

#### Iglesia de Santa María Jus del Castillo
Iglesia románica del siglo XII de nave única construida sobre una antigua sinagoga abandonada y situada al pie del antiguo castillo de Zalatambor (de ahí su nombre, que significa «bajo el castillo»), junto al Convento de Santo Domingo, y a escasos metros del Camino de Santiago. Hoy es centro de interpretación del Románico y del Camino de Santiago.

#### Basílica de Nuestra Señora del Puy
La actual basílica sustituye a otra anterior, de estilo barroco, según una traza realizada en 1929. El proyecto fue modificado totalmente en 1949, finalizando la construcción en 1951. A partir de un elemento simbólico —la planta en forma de estrella, evocación de la aparición de la Virgen—, se trata de un edificio de formas góticas, donde la principal preocupación del arquitecto fue el efecto difusor de la luz.
La iglesia acoge una imagen sedente de la Virgen del Puy, patrona de la ciudad, chapeada en plata y datable en el siglo XIV. Además, son piezas escultóricas dignas de mencionar dos imágenes de Cristo crucificado, realizadas en el siglo XVI.

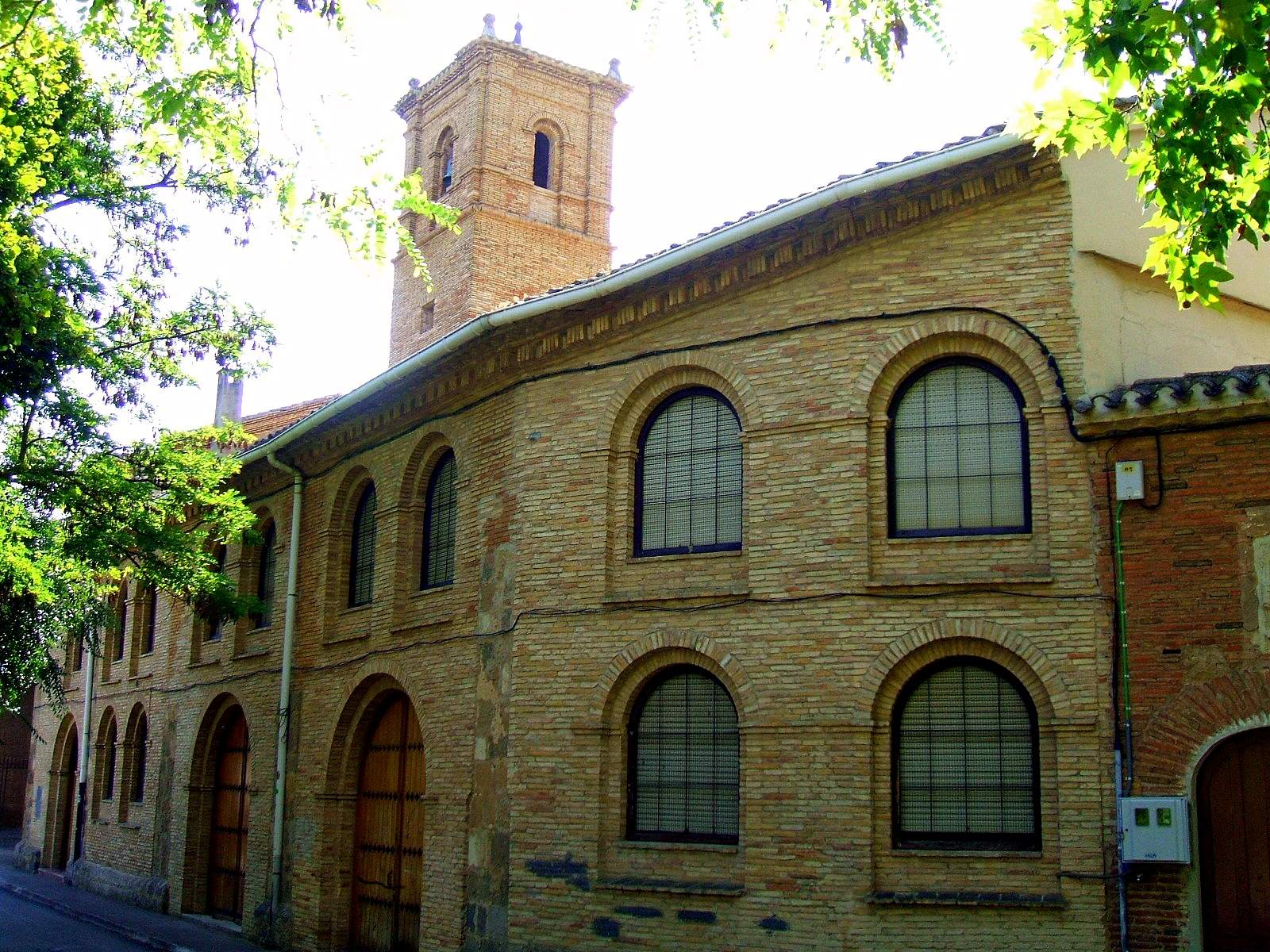
Convento de Santa Clara

#### Convento de Santa Clara
Convento de clausura de monjas clarisas reedificado en estilo barroco en el siglo XVII, si bien la fundación se remonta al siglo XIII. En la iglesia, única parte visitable, pueden contemplarse varios retablos barrocos.

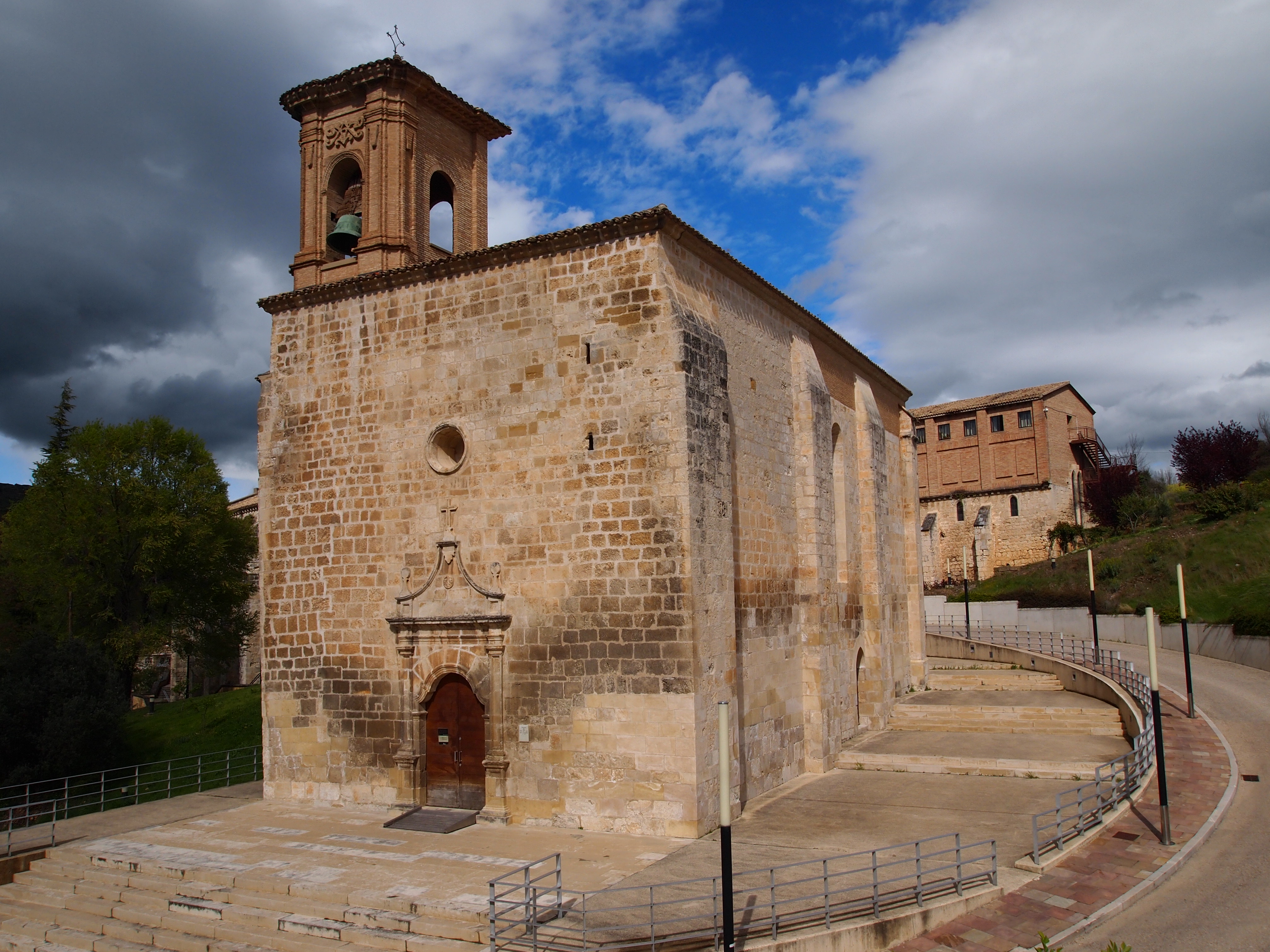
Iglesia de Santa María Jus del Castillo

#### Iglesia de San Juan Bautista
La iglesia de San Juan Bautista está situada en la plaza de los Fueros de Estella. Destaca su retablo mayor renacentista cuyos autores fueron fray Juan de Beauves y Pierre Picart, que hizo la estructura arquitectónica.

#### Iglesia de San Pedro de Lizarra
Hoy cerrada y en estado ruinoso, era la iglesia del primitivo núcleo de población anterior a la fundación de la ciudad.

#### Iglesia de Nuestra Señora de Rocamador
Situada en la salida de la población en dirección a Ayegui, es de origen románico con grandes reformas en el siglo XVII. Su culto fue importado por los francos desde el santuario de Nuestra Señora de Rocamadour, de Quercy (Francia), en el Camino de Santiago. Tenía anexo un convento de frailes capuchinos, hoy convertido en albergue de peregrinos.

#### Convento de Recoletas
En la salida oeste de la ciudad, se inauguró en 1731 y se hizo a imitación del que había en Ágreda.

#### Convento de San Benito
Convento situado en Los Llanos, hoy reconvertido en centro cultural municipal y cines.

### Monumentos civiles

#### Castillo Mayor
Una de las tres fortalezas (las otras eran el castillo de Belmecher y el de Zalatambor) con las que contaba la ciudad de Estella. Los primeros datos de la existencia del castillo datan de 1024. El castillo Mayor fue residencia real durante los siglos XIII, XIV y XV, con numerosas dependencias preparadas a tal efecto. En la actualidad (2009) el enclave de «Los Castillos de Estella» se encuentra en proceso de declaración BIC. Se han podido observar tres fases en la construcción del mismo. En un primer momento se construye la fortificación de la peña menor. En una segunda fase, ya a finales del siglo XII, se construyó una nueva fortificación en la peña mayor. La tercera fase se corresponde con el refuerzo y desarrollo de este castillo, que abarcaría desde el siglo XIII hasta su demolición en 1572.
El castillo de Zalatambor se situaba en una pequeña peña situada junto al Mayor. Sus escasos restos coinciden con la escasez de documentos en los registros de comptos (apenas unos datos). Erróneamente se ha denominado al castillo donde se están realizando las excavaciones como Zalatambor, sin tener en cuenta que los documentos se refieren a este como «el Mayor». Los elementos aparecidos en las excavaciones coinciden con los reflejados en los documentos del Archivo General de Navarra.

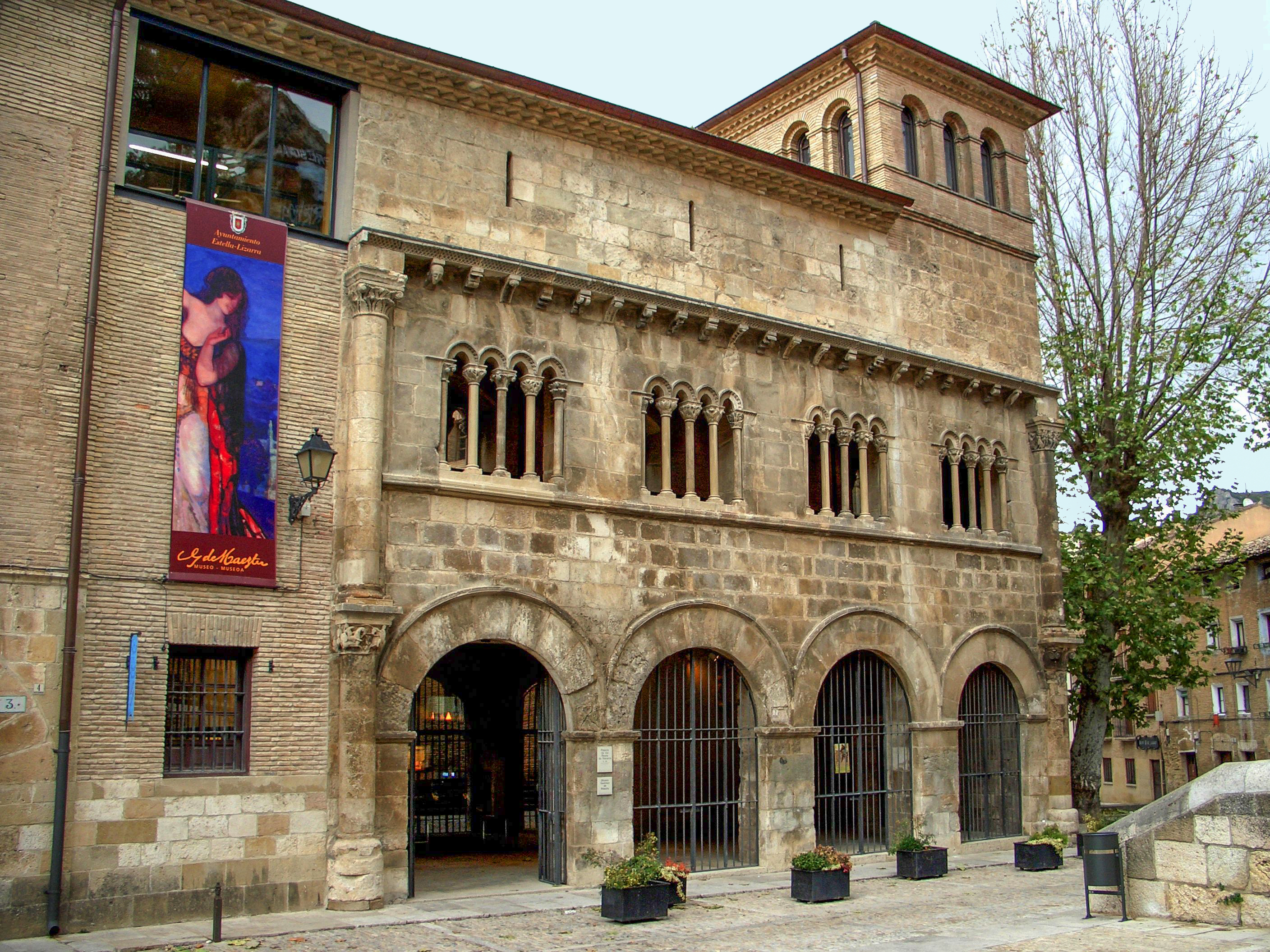
Palacio de los Reyes de Navarra de Estella, único ejemplo de románico civil de Navarra

#### Palacio de los Reyes de Navarra
También conocido como «Palacio de los Duques de Granada de Ega», es el único edificio románico de carácter civil existente en Navarra, el cual fue declarado Monumento Nacional en 1931. Fue construido en la segunda mitad del siglo XII, situado en la plaza de San Martín y haciendo esquina con la calle de San Nicolás, antigua entrada de peregrinos. La fachada principal consta de dos pisos construidos en sillería, que quedan divididos en altura por una cornisa moldurada sencilla. El cuerpo inferior constituye una galería de cuatro arcos enmarcados por columnas adosadas al muro, con decoración en sus capiteles de tipo vegetal y figurado. Desde el 14 de junio de 1991 aloja el Museo Gustavo de Maeztu, dedicado a este pintor. Las salas del museo están distribuidas en los dos últimos pisos del edificio y albergan cuadros, dibujos, litografías y otras piezas de este pintor, uno de los más importantes de la llamada Escuela Vasca.

#### Palacio de Justicia
Situado frente a la plaza de San Martín, fue en su momento el Ayuntamiento de la ciudad y hoy es sede del Juzgado. Se trata de un edificio barroco, de la primera mitad del siglo XVIII. Se distingue por una rica decoración a base de sinuosos boceles que enmarcan puerta y ventanas. El segundo piso está abierto por balcones, y sobre el mismo se levanta un ático compuesto por una galería de arcos de medio punto. Sobre el ático se encuentra un alero bellamente esculpido, adornado con figuras humanas de tradición clásica.

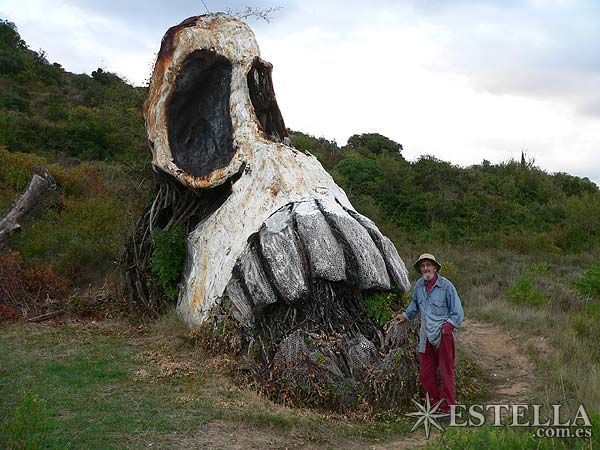
Parque de los desvelados o de las calaveras

#### Judería Nueva
Situada en la ladera, junto al acceso del Camino de Santiago.

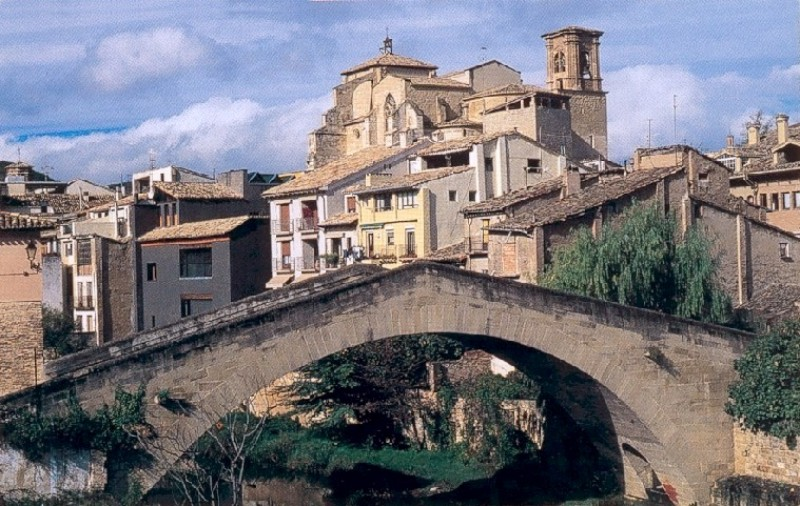
Puente de la Cárcel

#### Parque de los Desvelados o Las Calaveras
Situado en el término de San Lorenzo, cuenta con esculturas del artista Luis García Vidal realizadas con ramas de zumaque.

#### Plaza de toros de Estella
Es un coso taurino inaugurado el 2 de septiembre de 1917.

#### Puente de la Cárcel
Cruza el río Ega y une el barrio de San Pedro de la Rúa con el de San Miguel. Por su aspecto, también es denominado Puente Picudo. El puente original databa del siglo XII. Reedificado en el siglo XVI, fue destruido en la tercera guerra carlista y reconstruido respetando su estructura en 1873. Su última reforma tuvo lugar en 1975.

#### Estación de Estella

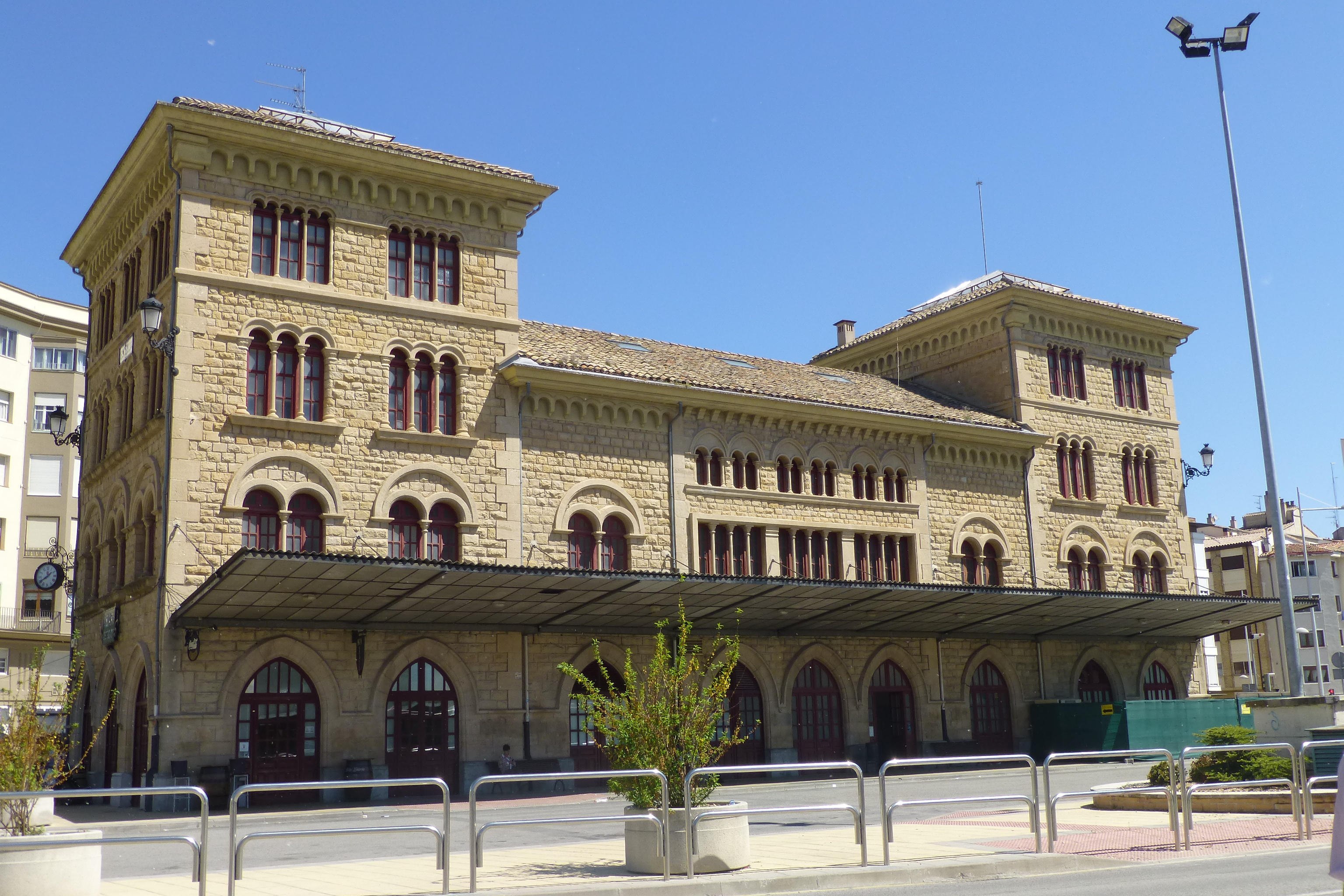
Vista meridional de la estación de Estella (2014)

Este edificio, levantado en 1927, fue la terminal del servicio ferroviario Vasco-Navarro que unía esta ciudad y Vitoria, también conocido como El Trenico, y que estuvo en funcionamiento hasta el 31 de diciembre de 1967. En la actualidad, tras una seria restauración, el inmueble, ahora muy céntrico, sigue sirviendo de base para los servicios de autobuses que comunican la ciudad con otros lugares.
El conjunto está situado en la Plaza Coronación, al sur de Estella y es obra del arquitecto abulense Alejandro Mendizabal Peña, ingeniero de caminos también responsable de la construcción de la línea. Fue diseñado con especial esplendor como estación extremo de la línea, y fue el más caro, con un coste de construcción de 183.544 pesetas. Además, al elegir formas neorrománicas para el edificio, hizo referencia al Palacio de los Reyes de Navarra, edificio románico secular conservado en Estella y que data del siglo XII.

## Cultura

### Eventos culturales
En Estella se celebra en julio la Semana de Estudios Medievales, y en septiembre la Semana de Música Antigua de Estella. También se realiza la Feria de la Jaca de Navarra en invierno, coincidiendo con las ferias de San Andrés.

### Infraestructuras y espacios culturales
La localidad cuenta con los siguientes espacios destinados a la cultura:
- Casa cultural Fray Diego de Estella: Situado en la calle La Rúa, 7
- Casa de la juventud María Vicuña: Está situada en la calle Navarrería, 62. En ella, ocasionalmente, se programan cursos, exposiciones y conciertos.[106]

### Bibliotecas y archivos
- Biblioteca pública José María Lacarra: biblioteca que forma parte de la red de bibliotecas públicas de Navarra, que son gestionadas por el Gobierno de Navarra. Está situada en la calle Julio Ruiz de Alda, 34-36.[107]

### Museos

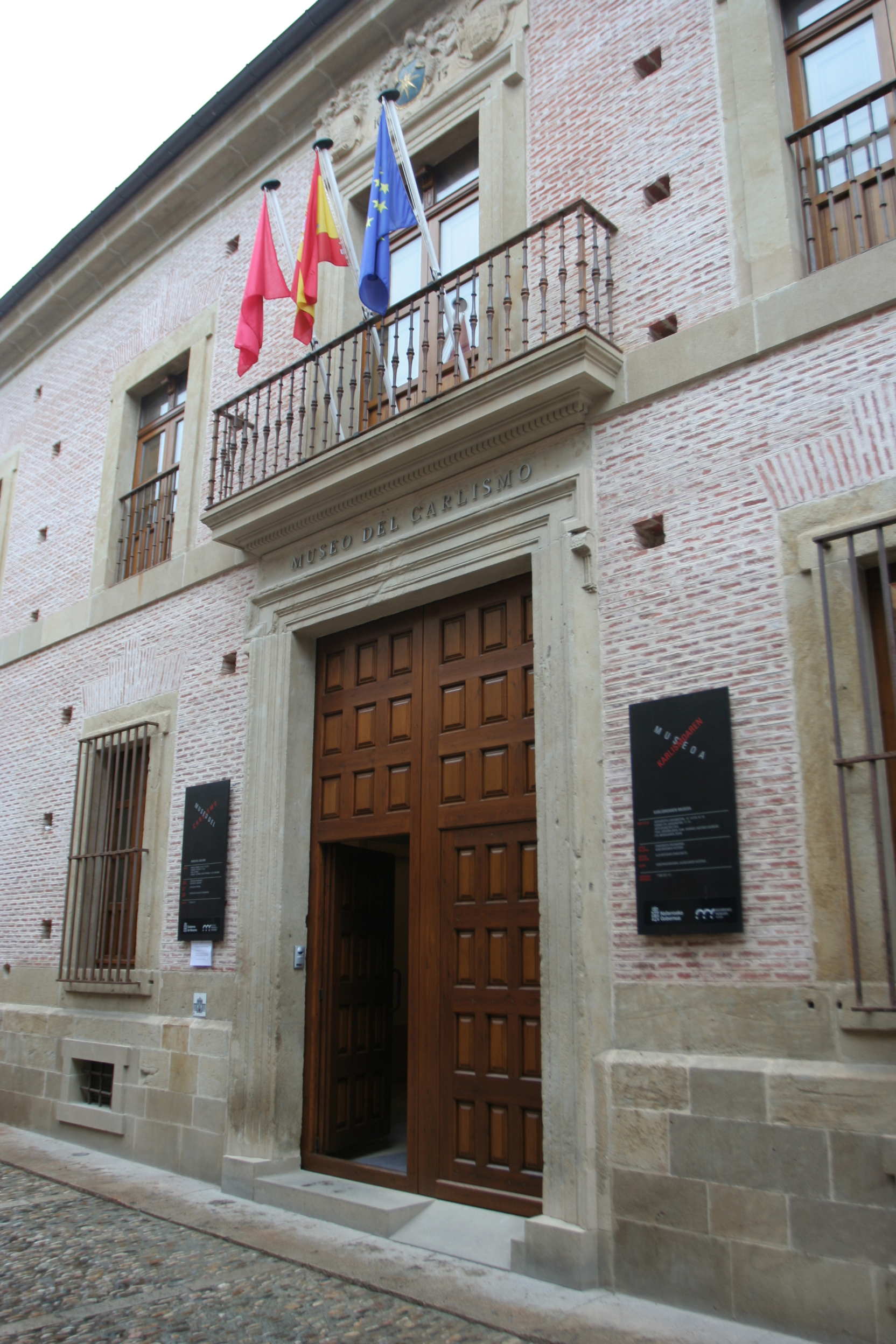
Museo del Carlismo, situado en el Palacio del Gobernador

- Museo Guztavo de Maeztu:[108] Dedicado a la obra del pintor Gustavo de Maeztu, hijo de la enseñante Juana Whitney, fallecida en la ciudad.[109]

- Museo del Carlismo:[110] Situado en el Palacio del Gobernador, emblemático edificio del siglo XVII ubicado en el casco histórico de la ciudad y en pleno paso del Camino de Santiago, acoge numeroso material que permite al visitante conocer la trayectoria del carlismo desde su nacimiento hasta 1939. Rehabilitación y Museo fueron impulsados por Juan Ramón Corpas Mauleón, estellés, durante su gestión como consejero de Cultura y Turismo del Gobierno de Navarra.

### Asociaciones culturales
- La Asociación Cultural Unión Musical Estellesa, Banda de Música de Estella: Esta asociación fue fundada en 1992 por músicos estelleses. La banda de música se presentó al público por primera vez en 1993 durante la festividad de la Virgen del Puy. La asociación contaba en 2010 con un total de 235 socios de los que 130 son protectores y el resto músicos.[111]
- Grupo de Danzas Larraiza-Larraiza Dantza Taldea: Entrados los años 60 el Grupo municipal atraviesa una mala racha y sus actuaciones se reducen tan solo a las fiestas patronales de la ciudad. Hay un cierto cansancio en la dirección del grupo, lo que hace que unido al interés del Club Montañero Estella por llevar el grupo, en el año 1966 pase a depender de dicha entidad, dejando escritos unos compromisos a realizar por el grupo cara al ayuntamiento para las festividades locales. En 1986 el grupo de danzas municipal de Estella pasa a denominarse Grupo de Danzas Larraiza Dantzari Taldea, empezándose a germinar unas bases de mayor autenticidad y rigor histórico, unas bases euskaldunas, inquietud que no saldrá a flote hasta algunos años más tarde.[112]
- Grupo de Danzas Ibai-Ega: Desde su fundación en el año 1980, ha venido desarrollando una labor de mantenimiento y divulgación de las danzas tradicionales, especialmente las danzas típicas de Estella.[113]
- Gaiteros de Estella: Es una de las formaciones de gaiteros más veteranas de la zona, cuya actividad se inició a mediados de los años 1980. Está formada por Salvador Martínez Gárate (gaita 1) y Juan Carlos Duñabeitia Cardiel (gaita 2).[114]
- Comparsa de Gigantes y Cabezudos: Desde 1905, son los encargados de bailar y conservar los gigantes y cabezudos de la localidad, elementos imprescindibles en las fiestas patronales.[115]
- Colectivo Cultural Almudi: Desde hace décadas, este colectivo se encarga de organizar diferentes exposiciones en el Museo Guztavo de Maeztu.

### Fiestas populares
Fiestas patronales
Estella celebra sus fiestas en honor de sus patronos, San Andrés y la Virgen del Puy, durante una semana, comenzando el viernes anterior al primer domingo de agosto (p.e.: si el primer domingo de agosto es el día 2, las fiestas comenzarán el 31 de julio).
La vestimenta típica coincide con la de los Sanfermines (vestimenta blanca con cinto y pañuelo al cuello rojos, y alpargatas), con la añadidura de algún blusón identificativo de la peña o cuadrilla a la que se pertenezca. Las dos peñas de fiestas existentes en la localidad son «Peña la Bota» (blusón blanco con cuello y puños verdes) y «Peña San Andrés» (blusón blanco con cuello y puños azules), las cuales organizan conjuntamente la mayoría de los actos populares de fiestas.
Algunos de los actos a destacar son la «Bajadica del Che», la «Bajadica del Puy», la «Bombada», la procesión, los encierros (incluido uno simulado para los niños), las corridas de toros o el concurso de Ajoarriero (a base de bacalao).
Actualmente, las fiestas de esta localidad están declaradas como Fiesta de Interés Turístico de Navarra.
Otras fiestas
Otras festividades que se celebran son el día de la Virgen del Puy, el 25 de mayo y la del otro patrón de la localidad, San Andrés, a finales de noviembre, principios de diciembre, durante la cual se celebra una tradicional feria de ganado y el popular «Día de la ternera», donde se reparte de forma gratuita la carne de una ternera con denominación de origen Navarra a la multitud congregada en la plaza de San Martín, acompañada con un buen vino tinto. Durante la noche en la que la ternera ha permanecido haciéndose a las brasas, la Peña San Andrés, cuya sede se sitúa en la misma plaza, reparte a quien se quiera acercar, ricos pinchos y un caldo que bien entra por la madrugada de una noche fría de otoño. También cabe destacar el gran ambiente que se vive en carnavales y en la noche de Reyes, cuando también es muy típico cenar y vivir la noche en cuadrilla.

#### Comparsa de gigantes, cabezudos y «caballicos chepes»

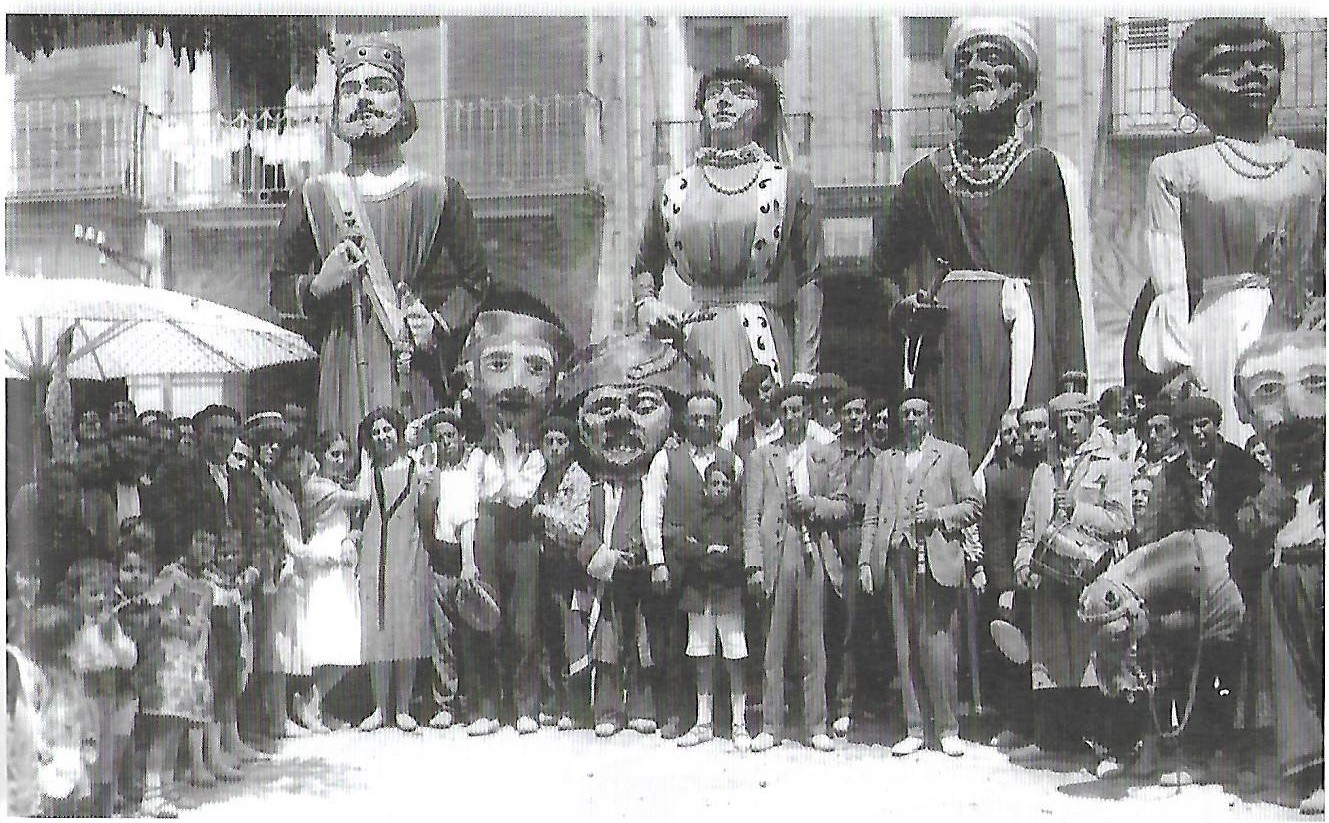
Comparsa de gigantes y cabezudos en torno a 1905, fecha en la que se inauguró

Se tiene noticia de que a finales del siglo XVI, en Estella como en tantas otras ciudades, con motivo de la procesión del Corpus, desfilaban «sierpes expulsadoras de fuego por sus bocas». Este podía ser el primer antecedentes de lo será la comparsa de gigantes que, inicialmente, también desfilaba en esa procesión religiosa.
Desde mediados del siglo XVII se tiene conocimiento de la presencia en las fiestas patronales de un grupo de danzantes a los que sigue una comparsa de gigantes acompañados de «caballicos chepes» y «enanos».
A finales del siglo XIX se sabe con detalle la composición de la comparsa, que está formada por cuatro «gigantones», rey y reina blancos y la otra pareja de negros, a los que hacían escolta dos «enanos» (kilikis) y dos caballicos chepes (zaldikos). Como es habitual les acompañaban gaiteros y el tambor y clarín del ayuntamiento.
El deterioro que sufría la comparsa de gigantes obligó al ayuntamiento en 1905 a contratar la fabricación de una nueva. El encargo recayó en Bartolomé Domingo, maestro pintor del Hospicio Provincial de Zaragoza. Su idoneidad estaba contrastada porque acababa de entrar una comparsa al ayuntamiento de la capital aragonesa.
Al igual que la vieja comparsa, la nueva estaría integrada por una pareja de reyes blancos y otra de negros. En cuanto a los cabezudos, se contrataron cuatro, iguales a los que Bartolomé Domingo acababa de entregar al ayuntamiento de Zaragoza. El coste de las ocho figuras ascendió a 1800 pesetas.
El deterioro de la comparsa obligó, en 1987, a retirarla y a sustituirla por otra igual fabricada con poliéster.

### Idioma
Estella forma parte de la zona mixta, según la zonificación vigente entre zona vascófona, zona mixta y zona no vascófona. Toda la población es castellanoparlante. Además, según los datos del último censo de población de Navarra realizado en 2001, el porcentaje de vascófonos de la localidad era el 21,3 %.[cita requerida]

### Gastronomía
En Estella hay una buena tradición gastronómica, que se cimenta en los asados, especialmente de cochinillo (localmente conocido como «gorrín»). En los restaurantes y bares de la ciudad también conocen buenas recetas de caza; además de las de la trucha, producto que era tradicional en la mesa de los ribereños del río Ega. 
Las pochas son también un plato muy habitual en la zona. Pero sin duda el plato típico de la zona es el ajoarriero, donde el bacalao se acompaña principalmente de pimiento verde, cebolla, ajo y tomate triturado, al que se añade al gusto langostinos u otros condimentos secretos de cada cocinero. En el entorno se hacen buenos quesos de oveja, así como algunos vinos de gran calidad. 
La zona también es rica en huertas y cultivos, de los que destacan los pimientos, espárragos, verduras y legumbres, por lo que podríamos decir que su gastronomía es muy variada. También es muy típica de la zona la recogida de setas y de trufas, así como las endrinas (también conocidos como «arañones» o «pacharanes») para elaborar el pacharán. Sin olvidar las Rocas del Puy de Estella, un bombón típico a base de avellanas y chocolate creado por Bombones Torres.

### Deporte

#### Clubes y entidades deportivas
Actualmente la localidad cuenta con numerosos clubes deportivos de diferentes especialidades.
- Club Ciclista Estella[117] cuenta con escuela de ciclismo. Organiza anualmente, a primeros de abril, el Gran Premio Miguel Induráin (UCI Europe Tour 1.HC). También organiza y coordina desde 1994 el Open Diario de Navarra de BTT. Además cuenta entre sus federados con la presencia de Benito Ros, varias veces Campeón del Mundo de Trial-bike 20.

- Club Deportivo Izarra de Fútbol. Fundado en 1924; con un historial de 36 temporadas en tercera división nacional, 16 en segunda división B y 2 en Segunda Federación. También cuenta con una gran cantera y es quien gestiona el campo de fútbol municipal de Merkatondoa.

- Sociedad Deportiva Zalatambor de fútbol sala, con su equipo Área 99 Zalatambor fundado en 1994. Desaparece en 2013 por problemas económicos. Aunque la sociedad sigue siendo quién organiza el Torneo Social de fútbol sala que cuenta con la participación de jóvenes y aficionados de todas las edades, de la localidad y pueblos cercanos.[118]

- Club San Miguel de pelota. Fundado en 1949, su sede es el Frontón Remontival. Tiene una amplia escuela desde benjamines hasta sénior y ha dado pelotaris profesionales como: Alfredo Balerdi o Patxi Ruiz entre otros.
- Club Oncineda de baloncesto. Fundado en 1987; cuenta con más de 15 equipos desde benjamin hasta sénior tanto masculino como femenino.
- Club Montañero Estella. Fundado en 1951. Organiza cursos, salidas a la montaña y actividades diversas.
- Club Bádminton Estella. Fundado en 1987; cuenta con más de 100 jugadores.
- Club Atlético Iranzu (atletismo). Fundado en 1986.
- Balonmano Lizarreria. Fundado en 2012, tomando el testigo de la Sociedad Deportiva Itxako. Tiene una importante masa social.
- Estella Grupo esquí. Fundado en 1988.
- Club Deportivo San Andrés de Fútbol. Fundado en 2010; compite en primera regional de Navarra.
- Club BTT Saltamontes de bicicleta de montaña.
- Grupo de espeleología de Estella.
- Club Ciclista BTT Lizarra.
- Sociedad de Cazadores y Pescadores Deportivos de Estella.
- De Norte a Sur (raid de aventura).
- Ordoiz Club de Rugby.
- Lizarra Ikastola de fútbol base.
- Tri Ur Gazia de Triathlon.
- Club Natación Urederra.
- Club Ega Kayak de piragüismo.
- Club Raqueta Montejurra de pádel.

- Sociedad Deportiva Itxako (División de Honor femenina de balonmano) dio éxitos al deporte local, con notables actuaciones en competiciones nacionales (4 Ligas ABF, 3 Copas de La Reina y 2 Supercopas de España) y europeas (subcampeonas de Liga de Campeones EHF 2010/2011 y campeonas 2008/2009 de la Copa EHF). Fundado en 1972, el club desaparece en 2013 por problemas económicos.

### Instalaciones deportivas
En cuanto a instalaciones deportivas se refiere, la ciudad cuenta con dos frontones de pelota: Remontival y Lizarra. El campo de fútbol de Merkatondoa. El polideportivo Lizarreria con numerosas instalaciones (cancha polideportiva, gimnasio, sala de musculación, piscina climatizada, rocódromo, etc.), numerosas pistas en los colegios (fútbol, baloncesto, frontones), carpa Oncineda con dos pistas polideportivas, dos piscinas al aire libre: Agua Salada y Obeki, gimnasios privados.
Esta escasa disponibilidad, fuerza a los clubes y equipos a depender de las instalaciones de localidades cercanas, como Ayegui, Villatuerta, Oteiza o Murieta quienes ya cuentan con sus propios clubes; el C.D. Ondalán de Villatuerta, el C.D. Arenas de Ayegui o el C.D. Idoya de Oteiza por lo que la necesidad de nuevas instalaciones resulta apremiante.

### Ocio y cultura
El Museo Gustavo de Maeztu, la Casa de Cultura Fray Diego de Estella, la biblioteca pública José María Lacarra, la Casa de la Juventud son, entre otros, los centros de cultura que dispone la ciudad.
Las tres salas de cine, el parque, el polideportivo, las diversas zonas de baño en verano y los escasos bares que ofrezcan actuaciones en vivo (y de forma muy esporádica) no llegan a suplir las carencias de ocio y esparcimiento ofrecidas por parte de la administración pública.
La aparición de asociaciones sin ánimo de lucro (ya sean lúdicas, deportivas, culturales o gastronómicas) y sus miembros están en aumento.
Numerosos son los campeonatos de mus y otros juegos de cartas organizados por bares y establecimientos como las asociaciones de jubilados.
Los jóvenes por su parte, intentan llenar sus horas de ocio con clubes dedicados a los juegos de rol y estrategia, la informática, el teatro y muchas otras actividades culturales, sociales o deportivas.
Por otra parte, encontramos el gaztetxe (‘casa de juventud’), en las inmediaciones de Santa Bárbara, donde los jóvenes pueden contar con un punto de encuentro alternativo y autogestionado, donde los propios jóvenes son los protagonistas de las actividades.
También cabe destacar que, en el parque de «Los Llanos» situado a orillas del río (junto al mayor de los meandros que describe el río a su paso por la localidad), en el que se emplaza un tramo de paseo arbolado y varias campas, los habitantes y visitantes suelen disfrutan de agradables paseos, improvisados partidillos deportivos y varios actos organizados, como conciertos, proyecciones cinematográficas o teatrillos al aire libre.
En sus inmediaciones se sitúan varias zonas de recreo infantil, los cines de la localidad (que ocupan el antiguo convento de San Benito) que cuenta con servicio de cafetería, el edificio actual de la Ikastola, el convento de Santa Clara, un restaurante y tres viviendas particulares.
También es mencionable la playa fluvial, actualmente en desuso y formada por piedras, que antiguamente sí que era lugar de baño y contaba con fina arena en su margen interior.
Cabe reseñar asimismo, dentro de la oferta de ocio, la Semana Medieval, que celebrada en julio es ya una oferta tradicional fundada por la administración en la década de 1950 y que, con una breve suspensión de unos años tras la muerte de Franco, lleva más de cinco décadas siendo un referente mundial en los estudios medievales.

### Medios de comunicación

#### Periódicos y revistas

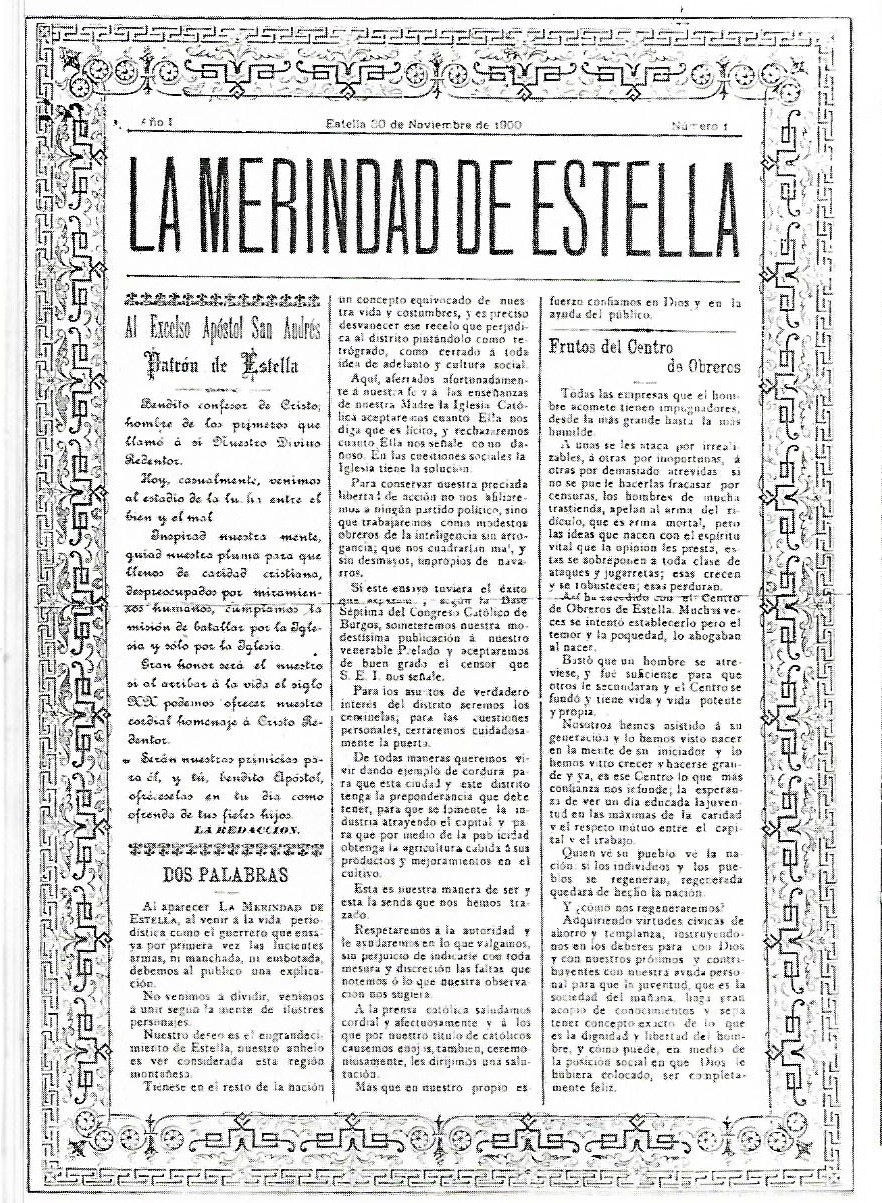
Primera página del semanario La Merindad de Estella; número 1, publicado el 20 de noviembre de 1900

La prensa periódica aparece en Estella a mediados del siglo XIX. Se trata de publicaciones locales, de vida azarosa y efímera, sin viabilidad económica y de ideología conservadora.
El siglo XX sigue la misma tendencia en lo que concierne a su corta duración y periodicidad irregular, con la novedad de que en la segunda mitad aparece revistas de contenido diverso: deportivo, cultural y médico. 
La Merindad Estellesa es la única publicación periódica que se mantiene en el tiempo. Se publicó con regularidad fundamentalmente porque era rentable para el editor gracias a la publicidad que contrataba el comercio local. 
La nómina de periódicos y revistas publicados en Estella es significativa, aunque notablemente inferior a la de otras localidades navarras, como es el caso de Tudela, que hasta la Guerra Civil registra 56 publicaciones periódicas mientras que Estella solo once.
- El Amante de la Infancia (1866-), periodicidad decenal, director Dionisio Ibarlucea,[120] ocho páginas, formato octavo.
- Estella y su Merindad (1894). Una hoja, solo se publicó un número.[121]
- El Cuartel Real. Periódico Carlista (1873-1874), periodicidad bisemanal, números 6-102, cuatro páginas, 45x30 cm.
- La Merindad de Estella. Semanario Católico Independiente (1900), periodicidad semanal, director Hilario Olzarán, 4 páginas, 44x31 cm.
- Estella Festivo (ca. 1900), director Evaristo Bandrés.
- El Heraldo de Estella (1902-1904), periodicidad semanal, números 1-71, director Emilio Berlanga Ganuza, tirada: 200 ejemplares.
- El Pueblo Estellés (1902-1903), periodicidad semanal, números 1-18, director Higinio Larumbe, cuatro páginas, tirada: 400 ejemplares.
- Boletín del Círculo Católico de Obreros de Estella (1907-1937), periodicidad mensual, director Victoriano Lacarra, ocho páginas, 22 cm.
- La Merindad Estellesa. Semanario independiente (1916- 1937), periodicidad semanal, director Simón Blasco Salas, cuatro páginas, 42x28 cm. Tuvo una segunda etapa (1981-1982) en la que intervinieron como directores José Luis Larrión, Ángel Luquin y Luis Garbayo.
- Estella. Semanario de Estella y la Merindad (1937-1938), números 1-17, director Miguel Razquin, cuatro páginas, 42x28 cm.
- El Noticiero de Estella. Semanario ilustrado de información (1928). Director Joaquín Goizueta Borrajo.
- Club Montañero de Estella. Adherido a las federaciones de montañismo y de esquí (1960-post 1990), periodicidad irregular, 30 cm.
- Ruta Jacobea. Órgano de los Amigos del Camino de Santiago de Estella (1963-1968), periodicidad mensual, director Jesús Arraiza, ocho páginas, 32x21 cm.
- Hospital Comarcal. Revista Médica de Salud Rural (1980-1985), periodicidad semestral, director José María Porta, edita el Hospital Comarcal de Estella, 64 páginas, 27x20 cm.
- Elgacena. Revista Literaria de Tierra Estella (1982-2003), Colectivo Cultural Almudí, periodicidad irregular, números 1-22, 25 cm.[122]
- Calle Mayor. Publicación quincenal de la zona de Estella (1992-), 30 cm.

#### Emisoras de radio
Actualmente, aunque son numerosas las emisoras que se pueden sintonizar en el dial, tanto en FM como AM, solo existen 2 emisoras legalizadas con sede en Estella, Punto Radio y Onda Cero.

#### Emisoras de televisión
Desde el 10 de diciembre de 2009 dejaron de emitir señal las emisiones analógicas de televisión en Navarra, quedándose únicamente las emisoras autonómicas vascas ETB 1 y ETB 2, a la espera de poder emitir en digital. En Navarra la oferta audiovisual de la Televisión Digital Terrestre es la siguiente:
- 20 canales de ámbito nacional.
- 4 canales de ámbito autonómico repartidos entre dos concesionarios: Canal 4 y Canal 6.
- 1 canal de ámbito local para cada una de las demarcaciones de Navarra (Sangüesa, Estella, Tafalla, Tudela y Pamplona). El concesionario actual de las cinco demarcaciones es Popular TV Navarra.[125]

## Ciudades hermanadas y que comparten nombre
Estella está hermanada con la ciudad de San Juan Pie de Puerto de la Baja Navarra (Francia).
Estella del Marqués (1479 habitantes, censo de 2019) es una población de Jerez de la Frontera (Cádiz), que se llamó así en honor a uno de los poseedores del título de Marqués de Estella. 
Hay otros dos lugares denominados Estella en el mundo, tal vez bautizados en recuerdo de la Estella original:
- Estella (Estados Unidos): 433 habitantes (censo de 2010).
- Estella (Australia): 1536 habitantes (censo de 2006).